# Georges Brassens
Georges Brassens (/ʒɔʁʒ bʁa.sɛ̃s/), né le 22 octobre 1921 à Sète (Hérault) et mort le 29 octobre 1981 à Saint-Gély-du-Fesc (Hérault), est un auteur-compositeur-interprète et poète français.
Auteur de plus de deux cents chansons aux textes soignés, exigeants et littéraires — parmi lesquelles les populaires Chanson pour l'Auvergnat, La Mauvaise Réputation, Le Gorille, Les Amoureux des bancs publics, Les Copains d'abord, Supplique pour être enterré à la plage de Sète, Les Trompettes de la renommée, etc. — Georges Brassens a également mis en musique des poèmes de François Villon, Victor Hugo, Paul Verlaine, Francis Jammes, Paul Fort, Antoine Pol, Théodore de Banville, ou encore Louis Aragon.
Georges Brassens, à l'instar de Léo Ferré, Jacques Brel et Jean Ferrat est considéré comme l'un des artisans d'un âge d'or de la chanson française. Il reçoit le Grand prix de poésie de l'Académie française en 1967.

## Biographie

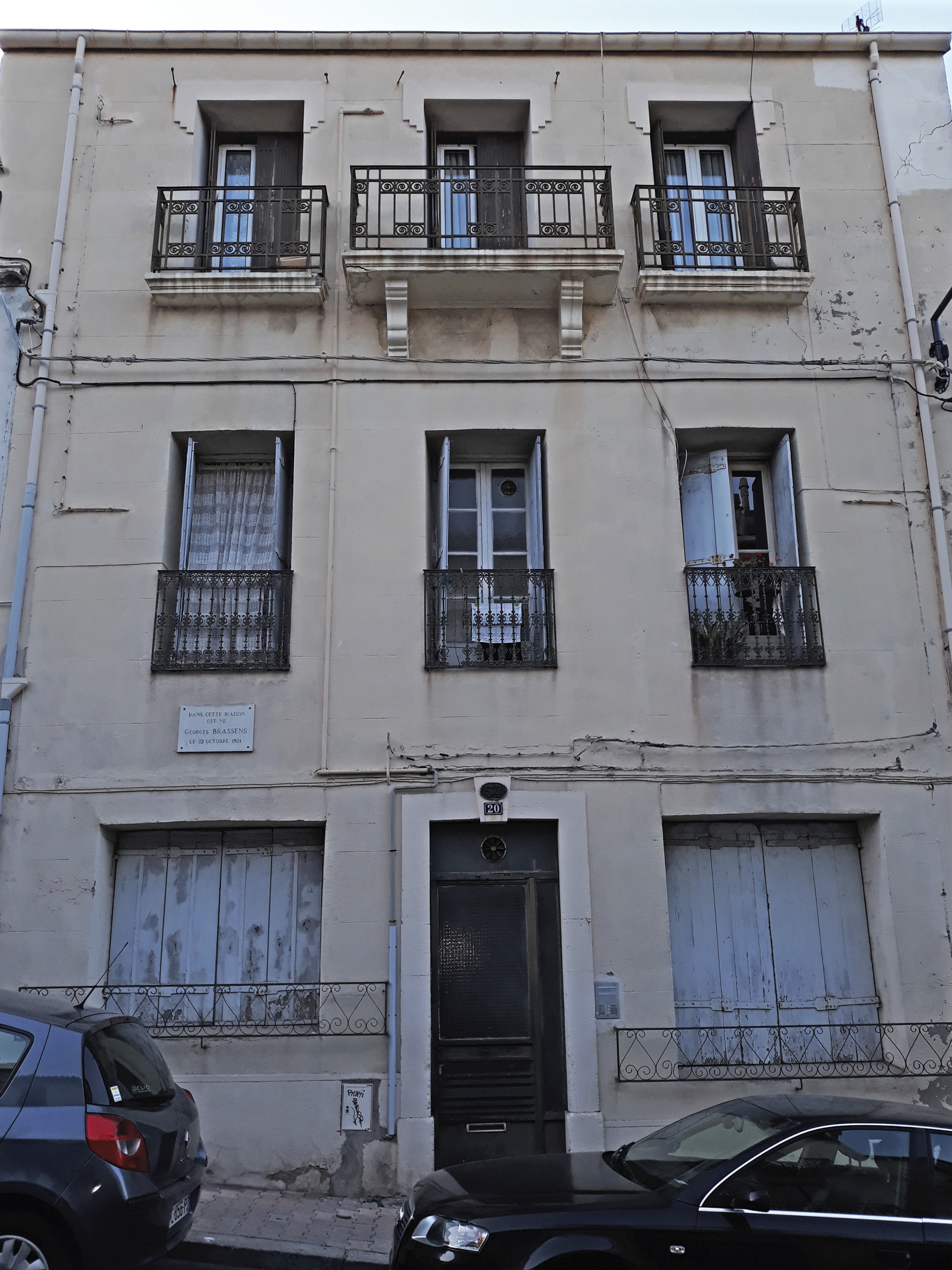
Maison natale, 20 rue Georges-Brassens à Sète.

Georges Charles Brassens naît le 22 octobre 1921 au numéro 54 de la rue de l'Hospice (rebaptisée rue Georges-Brassens en 1982), dans un quartier populaire du port de Sète (le nom de la ville n'est orthographié Sète qu’en 1928, un changement de graphie qu'il évoque comme étant à l'origine de sa « première tristesse d'Olympio » dans la chanson Jeanne Martin).
Dans la maison familiale, il est entouré de sa mère, Elvira (née Dagrosa, 1887-1962), de son père, Jean-Louis (1881-1965, maçon, comme ses parents l'étaient avant lui), de sa demi-sœur Simone Comte (1912-1994), née du premier mariage de sa mère, et de ses grands-parents paternels, Jules et Marguerite (née Josserand), natifs de Castelnaudary.
Sa mère, dont les parents sont originaires de Marsico Nuovo dans la région de la Basilicate en Italie du Sud, est une catholique d'une grande dévotion. Veuve de guerre d'Alphonse Comte, tonnelier tué au front (27 août 1881-28 octobre 1914), père de Simone, la demi-sœur de Georges, Elvira épouse en 1919 Jean-Louis Brassens, un entrepreneur de maçonnerie. Le père de Georges est un homme paisible, généreux, libre-penseur, anticlérical (il refusera d'assister à la communion de son fils) et doté d'une grande indépendance d'esprit. Deux caractères très différents qu'une chose réunit : le goût de la chanson. D’ailleurs, tout le monde chante à la maison. Sur le gramophone, les disques de Mireille, Jean Nohain, Tino Rossi ou Ray Ventura et ses Collégiens.

### Les années 1930: Sète
Selon le souhait de sa mère, à l'âge de quatre ans Georges commence sa scolarité dans l’institution catholique des sœurs de Saint-Vincent. Il en sort deux ans après pour entrer à l’école communale, selon le désir de son père. À douze ans, il entre au collège. Georges est loin d’être un élève studieux. Ses amis le décrivent comme plutôt rêveur en classe. Mais, après l'école, il préfère les jeux, les bagarres, les bains de mer et les vacances. Afin que son carnet de notes soit meilleur, sa mère lui refuse des cours de musique. Il ignorera donc tout du solfège, mais cela ne l’empêche pas de griffonner des chansonnettes sur ses premiers poèmes.

#### Alphonse Bonnafé
En 1936, il s'ouvre à la poésie grâce à son professeur de français, Alphonse Bonnafé, alias « le Boxeur ». L’adolescent s’enhardit jusqu'à lui soumettre quelques-uns de ses bouts-rimés. Loin de le décourager, l'enseignant lui conseille plus de rigueur et l'intéresse à la technique de versification et à l'approche de la rime. À la poésie et à la chanson populaire s’ajoute sa passion pour les rythmes nouveaux, venus d’Amérique, qu’il écoute à la TSF : le jazz. En France, Charles Trenet conjugue tout ce qu'il aime. Il sera un modèle.

« On était des brutes, on s'est mis à aimer [les] poètes. […] Et puis, grâce à ce prof, je me suis ouvert à quelque chose de grand. Alors, j’ai voulu devenir poète… »

#### Le collégien

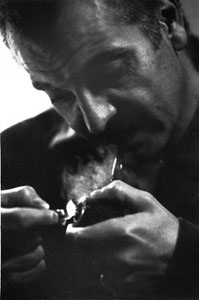
Brassens en 1964 avec une de ses fameuses pipes.

Son intérêt croissant pour la poésie ne lui ôte pas le goût pour les « quatre cents coups ». À 16 ans, au printemps 1938, il sombre un temps dans la délinquance juvénile. Dans le dessein de se faire de l'argent de poche, la bande de copains dont il fait partie commet quelques larcins dont les proches sont les principales victimes. Georges, de son côté, subtilise une bague et un bracelet de sa sœur. Ces vols répétés mettent la ville en émoi. Lorsque la police arrête enfin les coupables, l’affaire fait scandale. Indulgent, Jean-Louis Brassens ne lui adresse aucun reproche quand il va le chercher au poste de police. Plus tard (en 1966), pour saluer l’attitude de son père, il en fera une chanson : Les Quatre Bacheliers. « Mais je sais qu'un enfant perdu […] a de la chance quand il a, sans vergogne, un père de ce tonneau-là ». Par égard pour son père, il ne la chantera qu’après sa mort.

« Je crois qu'il m'a donné là une leçon qui m'a aidé à me concevoir moi-même : j'ai alors essayé de conquérir ma propre estime. […] J'ai tenté, avec mes petits moyens, d'égaler mon père. Je dis bien tenté… »

Pour sa part, cet égarement se solde, en 1939, par une condamnation à une peine d'emprisonnement avec sursis. Il ne retourne pas au collège. Il passe l’été reclus dans la maison et se laisse pousser la moustache. Le 3 septembre, la guerre contre l'Allemagne est déclarée. Il pourrait devenir maçon auprès de son père, mais peine perdue, il ne se satisfait pas de cette perspective. Il persuade ses parents de le laisser quitter Sète, où sa réputation est ternie, et aller tenter sa chance à Paris.
Dans le même temps, s'étant découvert une passion pour le jazz et résolu à faire de la musique, Georges Brassens, en 1938, monte un groupe avec Emile Miramont au banjo, Henri Delpont au chant, un copain à la guitare et un autre au saxophone, lui est à la batterie (composé de divers ustensiles, « des caisses, des boites de conserves »)... Plus tard, il assimilera cela, à défaut de jazz, à de la « cacophonie ».

### Les années 1940: Paris-Basdorf-Paris

#### Paris
En février 1940, Georges est hébergé, comme convenu avec ses parents, chez sa tante maternelle Antoinette Dagrosa, dans le 14e arrondissement. Chez elle il y a un piano. Il en profite pour apprendre l’instrument à l’aide d’une méthode, malgré sa méconnaissance du solfège. Pour ne pas vivre à ses dépens, comme promis il recherche un emploi. Il obtient celui de manœuvre dans un atelier des usines Renault. Cela ne dure pas ; le 3 juin, Paris et sa région sont bombardés et l’usine de Billancourt est touchée. Le 14, l’armée allemande entre dans la capitale. C’est l’exode. Georges retourne dans sa ville natale. Une fois l’été passé, certain que son avenir n'est pas là, il revient chez sa tante dans un Paris occupé par la Wehrmacht. Tout travail profitant maintenant à l'occupant, il n'est plus question pour lui d'en rechercher.
Georges passe ses journées à la bibliothèque municipale du quartier. Conscient de ses lacunes en matière de poésie, il apprend la versification et lit Villon, Baudelaire, Verlaine, Hugo et tant d’autres. Il acquiert ainsi une certaine culture littéraire qui le pousse à écrire ses premiers recueils de poésie : Les Couleurs vagues, Des coups d'épée dans l'eau, annonçant le style des chansons à venir et À la venvole, dans laquelle son anarchisme se fait jour. Ce dernier opuscule est publié en 1942, grâce à l'argent de ses proches : ses amis, sa tante et même une amie de celle-ci, une couturière nommée Jeanne Planche née Le Bonniec, qui apprécie beaucoup ses chansons.

#### Basdorf
En février 1943, l'Allemagne nazie impose au gouvernement de Vichy la mise en place d’un service du travail obligatoire (STO). Georges, 21 ans, est convoqué à la mairie du 14e arrondissement où il se présente et où il reçoit sa feuille de route. De sévères mesures de représailles étaient prévues pour les réfractaires. Nombre d'entre eux rejoignirent les maquis et devinrent résistants, d'autres se cachèrent sous de faux noms. D'autres acceptèrent de servir dans les usines d'armement nazies. Le 8 mars, Georges Brassens se trouve à la gare de l’Est pour se rendre en Allemagne, vers le camp de travailleurs de Basdorf, près de Berlin. Là-bas, il travaille dans la manufacture de moteurs d’avion BMW.
On le voit souvent plongé dans des bouquins ou écrivant des chansons, qui divertissent ses compagnons, et la suite d’un roman commencé à Paris, Lalie Kakamou. Il lie des amitiés, auxquelles il restera fidèle tout au long de sa vie – notamment avec André Larue, René Iskin et, plus particulièrement, Pierre Onténiente, le bibliothécaire du camp, à qui il emprunte régulièrement des livres.
En mars 1944, Georges Brassens bénéficie d’une permission de quinze jours pour maladie grave. C’est une aubaine à saisir : il ne retournera pas en Allemagne.

#### Jeanne

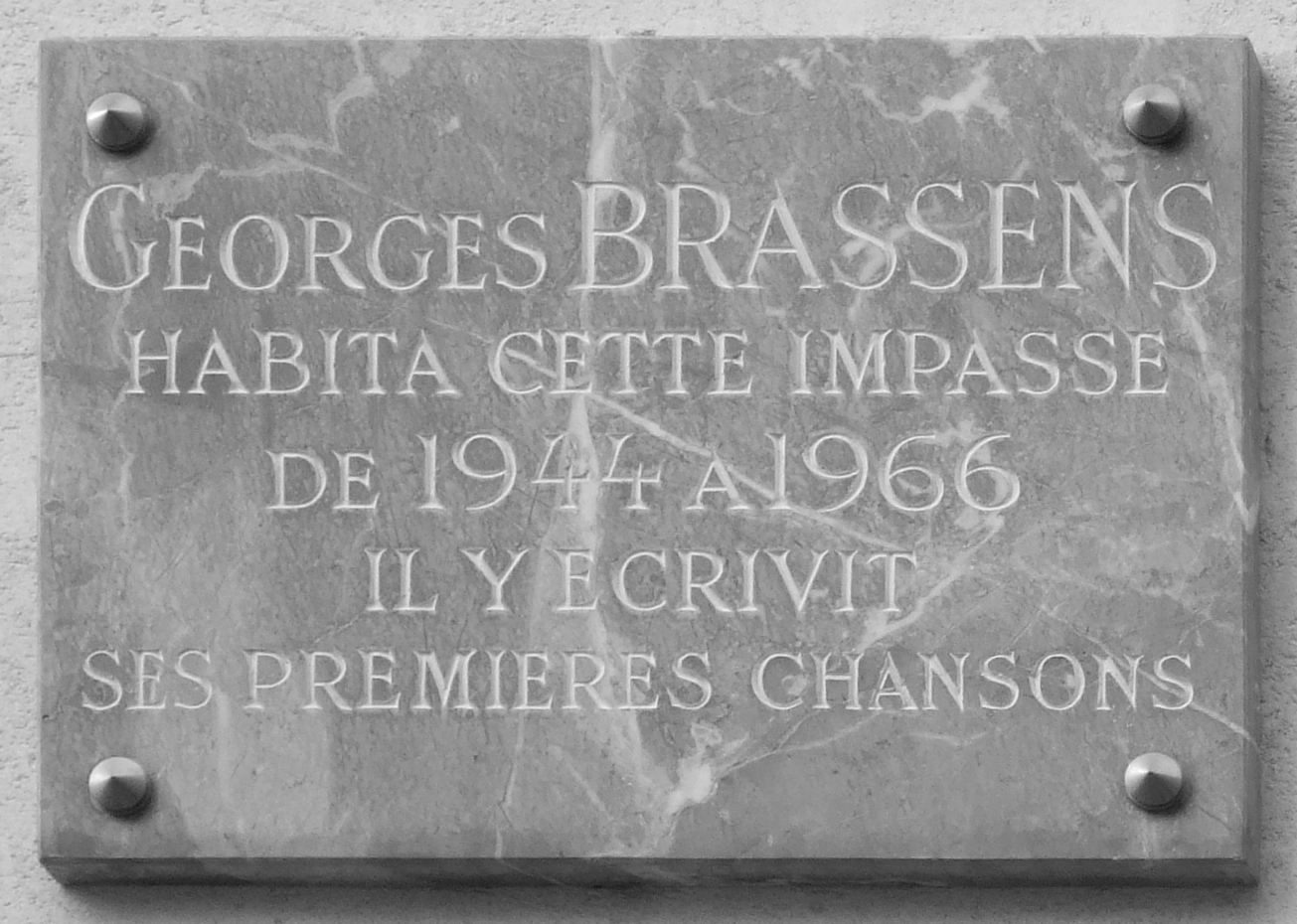
Plaque commémorative à l'entrée de l'impasse Florimont.

À Paris, refusant de repartir en Allemagne, il lui faut trouver une cachette, car il est considéré comme déserteur et il lui est impossible de passer à travers les filets de la Gestapo en restant chez la tante Antoinette. Jeanne Planche, de trente ans son aînée, accepte d'héberger ce neveu encombrant. Avec son mari Marcel, elle habite une maison extrêmement modeste au 9, impasse Florimont. Georges s’y réfugie le 21 mars 1944, en attendant la fin de la guerre. On se lave à l’eau froide, il n’y a ni gaz ni électricité (donc pas de radio), ni le tout-à-l'égout. Dans la petite cour, une vraie ménagerie : chiens, chats, canaris, tortues, buse… et la fameuse cane qu'il célébrera dans une chanson. Il est loin de se douter qu’il y restera vingt-deux ans.

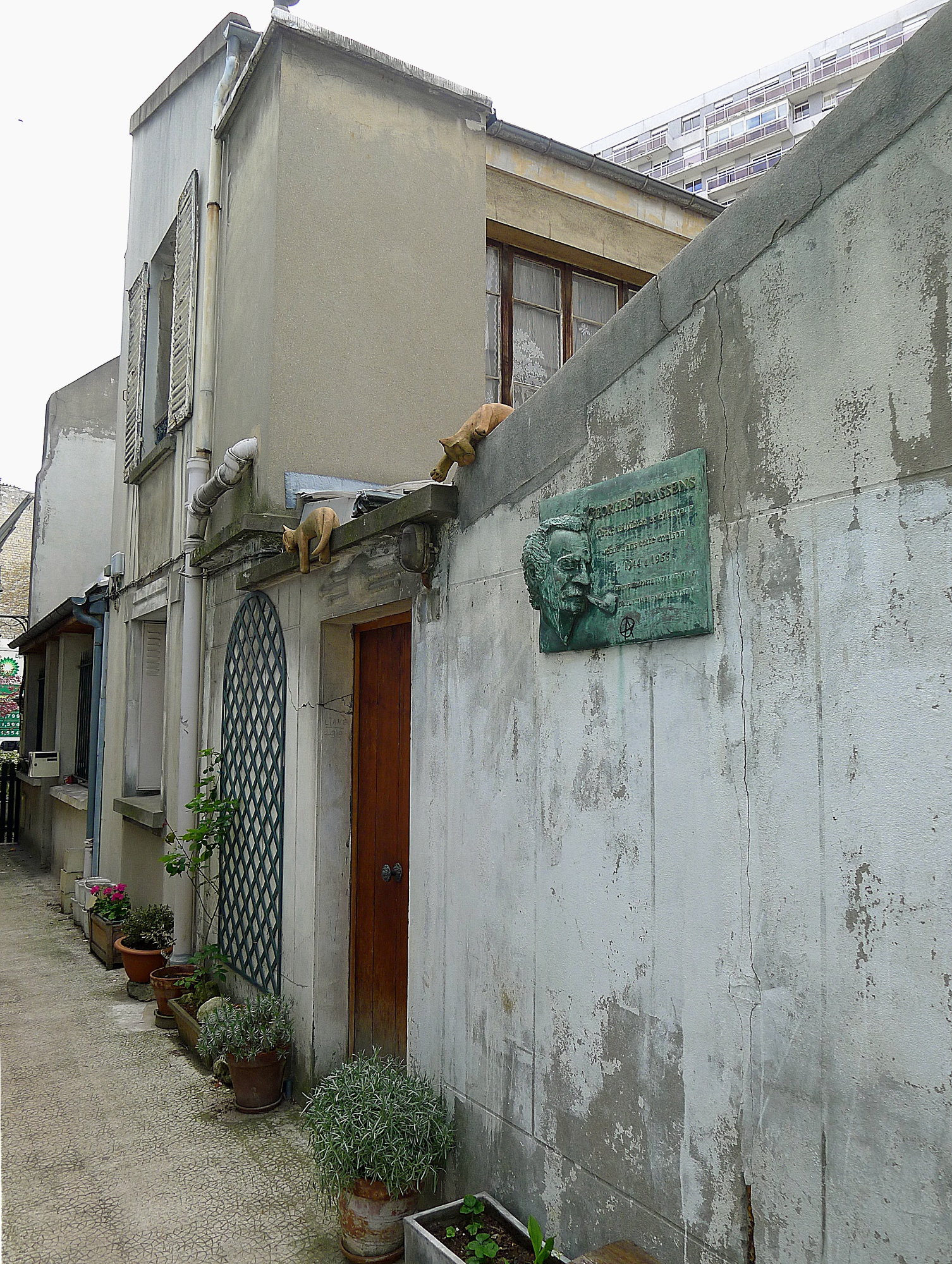
no 9, impasse Florimont, avec les statues de chats et la plaque commémorative avec bas-relief réalisée par Renaud et fixée en 1994.

Dans ce cocon, à cause de l'absence d'électricité, il se lève et se couche avec le soleil (rythme qu'il gardera la majeure partie de sa vie), poursuit l'écriture de son roman et compose des chansons en s’accompagnant d’un vieux banjo.

« J'y étais bien, et j'ai gardé, depuis, un sens de l'inconfort tout à fait exceptionnel. »

Cinq mois plus tard, le 25 août, c’est la libération de Paris. La liberté soudainement retrouvée modifie peu ses habitudes. Avec leur consentement, il se fixe à demeure chez les Planche. Sa carte de bibliothèque récupérée, Brassens reprend son apprentissage de la poésie et s’adonne à nouveau à la littérature.
La fin de la guerre, signée le 8 mai 1945, marque le retour à Paris des copains de Basdorf. Avec ses amis retrouvés, Brassens projette la création d'un journal à tendance anarchiste, Le Cri des gueux. Après la sortie du premier numéro, le projet tourne court, faute de financement suffisant.
Parallèlement il monte avec Émile Miramont (un copain sétois) et André Larue (rencontré à Basdorf) le « Parti préhistorique » qui vise surtout à tourner en dérision les autres partis politiques et préconise un retour à un mode de vie plus simple. Ce parti ne verra jamais le jour, en raison de l’abandon de Miramont.
Avec l’aide financière de Jeanne, il achète la guitare d’un ami. Elle lui sera volée.
En 1946, il hérite du piano de sa tante Antoinette, morte en juillet. Cette année-là il ressent ses premiers maux de reins accompagnés de crises de coliques néphrétiques.

#### Le libertaire

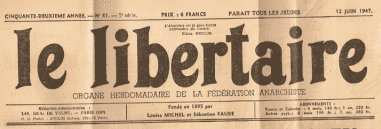
Le Libertaire, 12 juin 1947.

Antimilitariste et anticlérical, il se lie en 1946 avec des militants libertaires (notamment avec le peintre Marcel Renot et le poète Armand Robin) et lit Mikhaïl Bakounine, Pierre-Joseph Proudhon et Pierre Kropotkine. Ces lectures et ces rencontres le conduisent à s'impliquer dans le mouvement et à écrire quelques chroniques dans le journal de la Fédération anarchiste, Le Libertaire (depuis les années 1950 Le Monde libertaire), sous les pseudonymes de Géo Cédille, Charles Brenns, Georges, Charles Malpayé, Pépin Cadavre ou encore Gilles Colin,,. Il y exerce également un double emploi non rémunéré de secrétaire de rédaction et de correcteur. Ses articles sont virulents, teintés d'humour noir, envers tout ce qui porte atteinte aux libertés individuelles. La violence de sa prose ne fait pas l’unanimité auprès de ses collègues.
Il collabore également, périodiquement, au bulletin de la CNT, la Confédération nationale du travail.
En juin 1947, il quitte la Fédération en gardant intacte sa sympathie pour les anarchistes (plus tard, Brassens ira régulièrement se produire bénévolement dans les galas organisés par Le Monde libertaire).
Son roman achevé en automne est publié à compte d’auteur. Lalie Kakamou est devenu La Lune écoute aux portes, dont la couverture plagie, par provocation, celles de la collection NRF de la maison Gallimard. Brassens adresse une lettre à l’éditeur concerné pour signaler cette facétie. Contre toute attente, il n’y aura aucune réaction.

#### Püppchen
Pour ne pas attiser la jalousie de Jeanne, Georges a vécu des amourettes clandestines. Il y eut en particulier Jo (Josette), âgée de dix-sept ans (juin 1945-août 1946). Une relation tumultueuse qui lui inspira peut-être quelques chansons : Une jolie fleur, P… de toi et, en partie, Le Mauvais Sujet repenti (modification de Souvenir de parvenue déjà écrite à Basdorf). Un document vidéo, Le Bout du cœur, nous montre une version primitive d'Une jolie fleur.
En 1947, il rencontre Joha Heiman (1911-1999). La Blonde Chenille – comme il la surnomme – habite à quelques mètres de chez Jeanne, rue Pauly. Née à Tallinn, en Estonie, elle est son aînée de neuf ans — affectueusement, il l'appelle « Püppchen », petite poupée en allemand, mais ils l'orthographieront tous les deux « Püpchen » (c'est le nom gravé sur leur tombe). Ils ne se marieront jamais ni ne cohabiteront. Il lui écrira J’ai rendez-vous avec vous, Je me suis fait tout petit (devant une poupée), Saturne, Rien à jeter et La Non-Demande en mariage. Morte le 19 décembre 1999, dix-huit ans après lui, elle est enterrée à ses côtés.
Ses talents de poète et de musicien sont arrivés à maturité. De nombreuses chansons sont déjà écrites. Pratiquement toutes celles de cette époque qu'il choisira d'enregistrer deviendront célèbres, comme Le Parapluie, La Chasse aux papillons, J'ai rendez-vous avec vous, Brave Margot, Le Gorille, Il n'y a pas d'amour heureux (poème d'Aragon, mis en musique par Brassens sur une mélodie qui sera réutilisée pour La Prière, poème de Francis Jammes).
La personnalité de Brassens a déjà ses traits définitifs : la dégaine d'ours mal léché, la pipe et la moustache, le verbe imagé et frondeur et pourtant étroitement soumis au carcan d'une métrique et d'un classicisme scrupuleux, le goût des tournures anciennes, le culte des copains et le besoin de solitude, une culture littéraire et chansonnière pointue (il s'amuse à combiner l'usage de l'argot et celui d'un langage châtié faisant appel à l'imparfait du subjonctif, par exemple dans Le Gorille), un vieux fonds libertaire, hors de toute doctrine établie, mais étayé par un individualisme aigu, un antimilitarisme viscéral, un anticléricalisme profond aussi bien qu'un sens du sacré, et un mépris total du confort, de l'argent et de la considération. Il ne changera plus.

### Les années 1950: de Patachou à Bobino

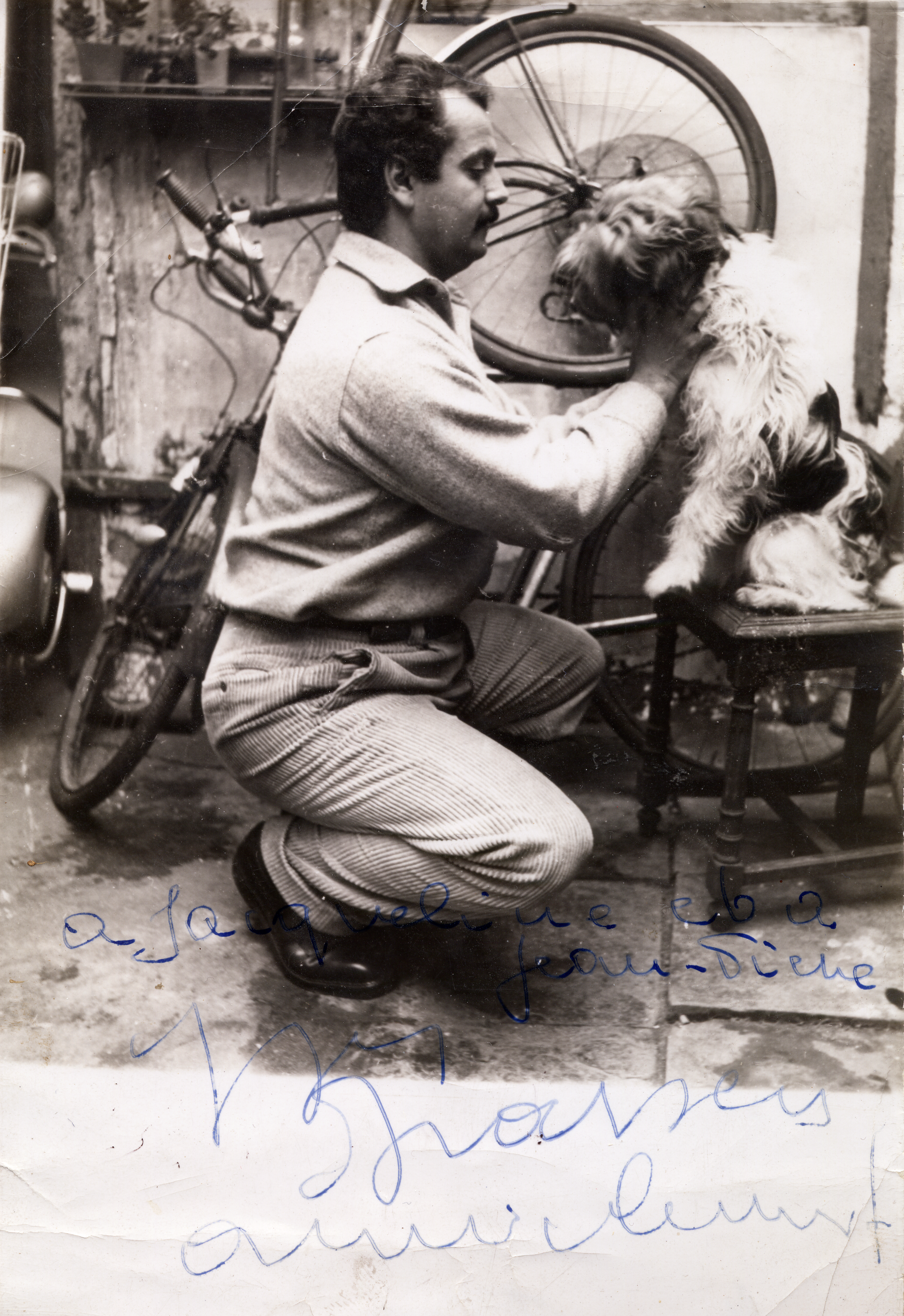
Brassens en 1952.

En 1951, Brassens rencontre Jacques Grello, chansonnier et pilier du Caveau de la République qui, après l'avoir écouté, lui offre sa propre guitare et lui conseille, plutôt que du piano, de s’accompagner sur scène avec cet instrument. Ainsi « armé », il l'introduit dans divers cabarets pour qu'il soit auditionné. Alors, il compose d'abord sur piano ses chansons qu'il transcrit pour guitare.
Sur scène, Brassens ne s’impose pas. Intimidé, paralysé par le trac, suant, il est profondément mal à l'aise. Il ne veut pas être chanteur, il préférerait proposer ses chansons à des chanteurs accomplis, voire à des vedettes de la chanson. Il se produit alors dans quelques cinémas parisiens, tel le Batignolles, rue La Condamine, où, entre les actualités et le film, il interprète trois de ses premiers succès, Le Parapluie, Chanson pour l'Auvergnat et Le Gorille.

#### Patachou

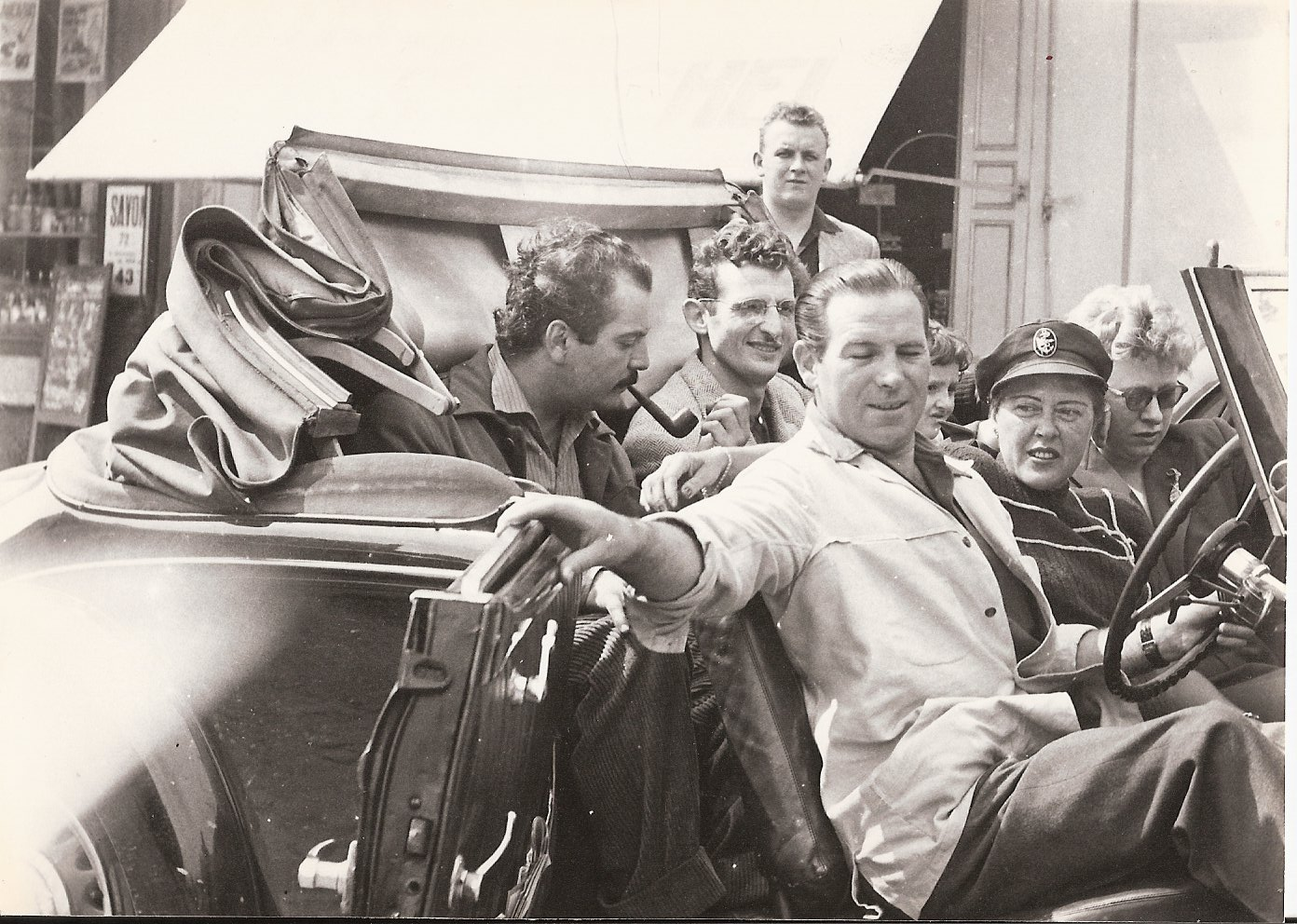
De retour d'un concert à Bruxelles, en 1951, avec Joss Baselli et Patachou.

Après plusieurs auditions infructueuses, Brassens est découragé. Roger Thérond et Victor Laville, deux copains sétois, journalistes du magazine Paris Match, viennent le soutenir et tentent de l'aider, dans la mesure de leurs moyens. Ils lui obtiennent une audition chez Patachou, le jeudi 24 janvier 1952, dans le cabaret montmartrois de la chanteuse. Le jour dit, et au bout de quelques chansons, Patachou est conquise. Enhardi, Brassens lui propose ses chansons. Elle ne dit pas non et l'invite même à se produire dans son cabaret dès que possible. Les jours suivants, malgré son trac, Georges Brassens chante effectivement sur la scène du restaurant-cabaret de Patachou. Pour le soutenir, Pierre Nicolas, bassiste dans l'orchestre de la chanteuse, l’accompagne spontanément.

#### Jacques Canetti
Quand Patachou parle de sa découverte, elle ne manque pas de piquer la curiosité du directeur du théâtre des Trois Baudets, Jacques Canetti, également directeur artistique pour la firme phonographique Philips. Le 9 mars 1952, il se rend au cabaret Chez Patachou pour écouter le protégé de la chanteuse. Emballé, il convainc le président de Philips de lui signer un contrat. Le quotidien France-Soir, des 16-17 mars, proclame en gros titre : « Patachou a découvert un poète ! »
Le 19 mars, l’enregistrement du Gorille et du Mauvais sujet repenti s’effectue au studio de la Salle Pleyel. Certains collaborateurs, offusqués par Le Gorille, s’opposent à ce que ces chansons sortent sous le label de Philips. Une porte de sortie est trouvée par le biais d’une nouvelle marque qui vient d’être acquise : Polydor. D'avril à novembre, neuf chansons sortiront sur disques 78 tours. L'une d'elles, Le Parapluie, est remarquée par le réalisateur Jacques Becker qui l'utilise pour son film Rue de l'Estrapade. Éditée sur disque en même temps que la sortie du film en salle, elle est distinguée par l’Académie Charles-Cros l’année suivante en obtenant le Grand Prix du disque 1954.
Le 6 avril, Brassens fait sa première émission télévisée à la RTF. Il chante La Mauvaise Réputation devant le public de l’Alhambra.
Du 28 juillet au 30 août, il fait sa première tournée en France, en Suisse et en Belgique, avec Patachou et Les Frères Jacques.
Il est engagé à partir du mois de septembre aux Trois Baudets ; le théâtre ne désemplit pas. Dans le public, les chansons comme Hécatombe, et Le Gorille scandalisent les uns, ravissent les autres. Ces controverses contribuent à faire fonctionner le bouche à oreille. Dès lors, Georges Brassens gravit les échelons du succès et de la notoriété. En 1953, tous les cabarets le demandent et ses disques commencent à bien se vendre. Son premier passage à Bobino, sa salle de prédilection, « l'usine » comme il se plaisait à le dire, « à quatre pas de sa maison » se fera en février 1953, avec l'accord du directeur des Trois Baudets (Jacques Canetti) ; son deuxième passage a lieu en octobre 1953, mais pas encore en vedette.
Lui qui longtemps a hésité entre une carrière de poète et celle d’auteur-compositeur est maintenant lancé dans la chanson. Loin de juger la chanson comme une expression poétique mineure, il considère que cet art demande un équilibre parfait entre le texte et la musique et que c’est un don qu’il possède, que de placer un mot sur une note. Extrêmement exigeant, il s’attache à écrire les meilleurs textes possibles. Jamais satisfait, il les remanie maintes fois : il change un mot, peaufine une image, jusqu'à ce qu'il estime avoir atteint son but.
Patachou, qui a mis avec succès plusieurs chansons de son poulain à son répertoire, enregistre neuf titres le 23 décembre 1952, au studio Chopin-Pleyel, pour l’album Patachou… chante Brassens. Pour ce disque, il lui a donné une chanson en exclusivité : Le Bricoleur (Boîte à outils) et interprète en duo avec elle la chanson Maman, Papa.

#### René Fallet
Séduit par les chansons qui passent à la radio, l’écrivain René Fallet va l’écouter un soir aux Trois Baudets. Il en sort ravi et son enthousiasme le pousse à publier un article dithyrambique dans Le Canard enchaîné du 29 avril 1953 : « Allez, Georges Brassens ! »

« La voix de ce gars est une chose rare et qui perce les coassements de toutes ces grenouilles du disque et d’ailleurs. Une voix en forme de drapeau noir, de robe qui sèche au soleil, de coup de poing sur le képi, une voix qui va aux fraises, à la bagarre et… à la chasse aux papillons. »

Touché, Brassens lui écrit pour le remercier et lui demander de venir le voir aux « Trois Baudets ». Leur rencontre sera le début d’une amitié qui durera le restant de leur vie.

#### Pierre Nicolas
Son second roman, La Tour des miracles, est publié en juin 1953, aux éditions des Jeunes Auteurs réunis, dirigées par Jean-Pierre Rosnay, qui est aussi l'auteur de la préface. Son premier album, Georges Brassens chante les chansons poétiques (… et souvent gaillardes) de… Georges Brassens, sort chez Polydor en octobre. Devenu vedette, il triomphe en tête d’affiche de Bobino (du 16 au 29 octobre 1953).
En 1954, c'est au tour de l’Olympia (du 23 février au 4 mars et du 23 septembre au 12 octobre). Pour cette grande scène, il fait appel à Pierre Nicolas pour l’accompagner à la contrebasse, marquant ainsi le début d’une collaboration qui durera presque trente ans. Le bassiste sera désormais de toutes les scènes et de tous les enregistrements. Bobino (du 25 novembre au 15 décembre) achève cette année qui a vu la publication, en octobre, de La Mauvaise Réputation, recueil où sont réunis des textes en prose et en vers, dont une pièce de théâtre : Les Amoureux qui écrivent sur l’eau.

#### Gibraltar
Avec le succès, l’argent commence à entrer et il faut faire face à la gestion du métier. En 1954, Pierre Onténiente, le copain de Basdorf, a accepté de l’aider sans contrepartie pour s’occuper de ses affaires. Avant de franchir le pas et de s'engager plus avant, il fait son apprentissage auprès de Ray Ventura, l'éditeur de Georges.
En 1955, Brassens fait l’acquisition de la maison des Planche et de celle qui lui est mitoyenne pour l’agrandir. L’eau et l’électricité installées, il la leur offre. La vie continue comme avant. Cette même année, il rencontre Paul Fort, poète qu’il admire et qu’il a chanté à ses débuts (Le Petit Cheval, sur son deuxième 78 tours). Avant sa tournée en Afrique du Nord et son passage à l’Ancienne Belgique, à Bruxelles, il compose des musiques sur deux autres de ses poèmes : Comme hier et La Marine en vue de son nouveau passage à l’Olympia (du 6 au 27 octobre). La nouvelle station de radio, Europe no  1, qui vient d’apparaître sur les ondes, est un événement important dans sa carrière. C’est la seule qui diffuse ses chansons interdites sur les radios d’État. En 1956, Brassens sera animateur sur Europe no  1.
Prêt à se consacrer à son ami, Pierre Onténiente quitte son emploi en janvier 1956. Son baptême du feu : le prochain passage à Bobino de l’artiste (27 janvier – 16 février). Entre-temps, à la demande de René Fallet, Brassens a accepté, par amitié, de faire l’acteur aux côtés de Pierre Brasseur et Dany Carrel. Le roman La Grande Ceinture, de son ami Fallet, est adapté à l’écran par René Clair. Le film s’intitulera Porte des Lilas. Dans cette affaire, Onténiente gagnera son sobriquet de « Gibraltar ». Le trouvant aussi résistant qu’un roc quand il défend les intérêts de son « protégé », le réalisateur le compare au rocher de Gibraltar. Friand de surnoms, Brassens l’adopte pour dénommer son ami et, désormais, secrétaire-imprésario. Trois chansons arrivent à point pour illustrer le film : Au bois de mon cœur, L'Amandier et Le Vin.
En 1957, Brassens et Gibraltar créent les éditions 57.

#### Moulin de la Bonde

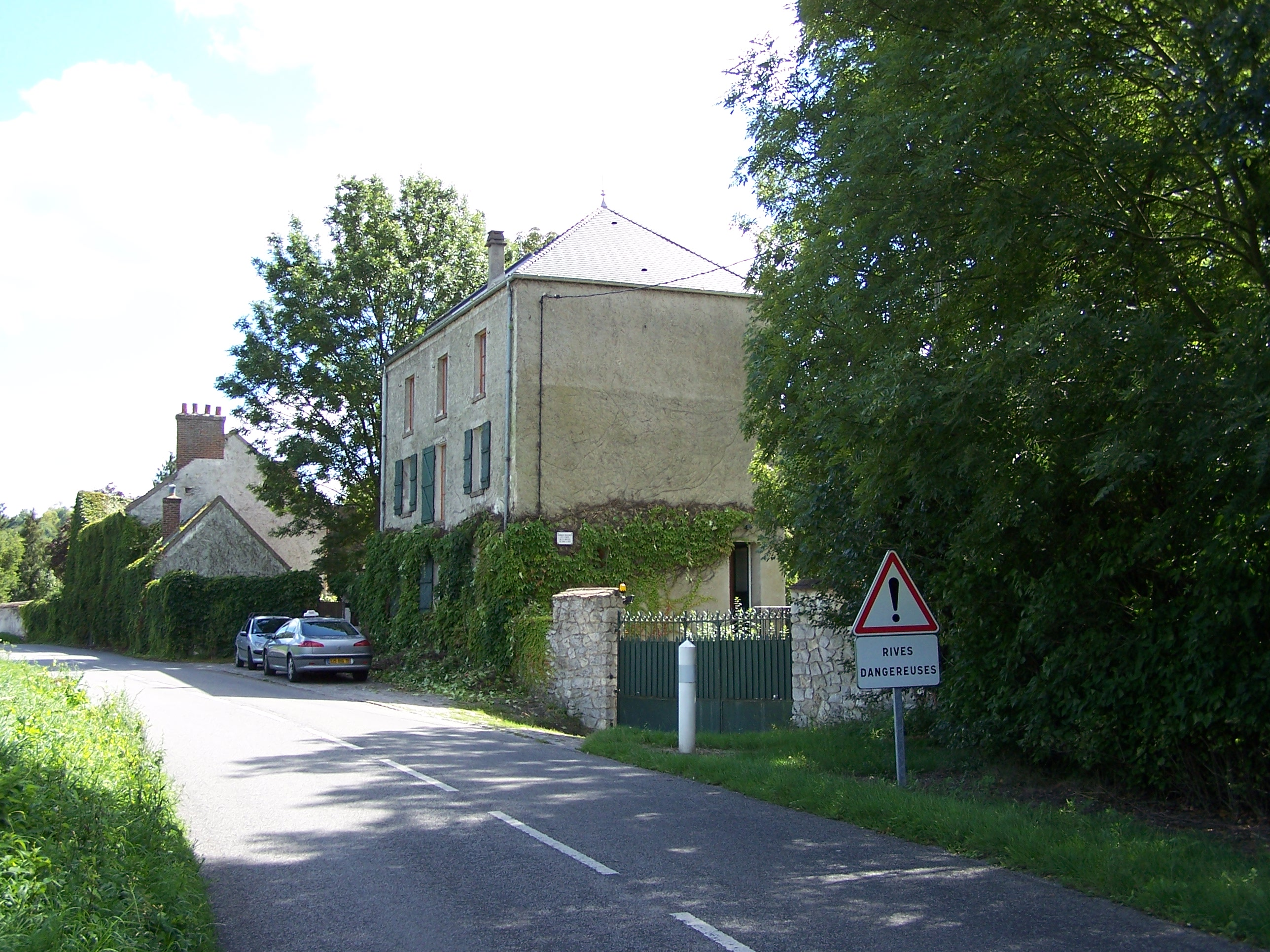
Le moulin de la Bonde de Crespières (Yvelines).

La maison de Jeanne, impasse Florimont, est toute petite. Pour vivre comme il l'entend, il jette son dévolu, en 1958, sur le moulin de la Bonde, au bord du ru de Gally, à l'extérieur du village de Crespières, en Seine-et-Oise (Yvelines actuelles). Il s'y rend souvent pour, entre autres, y honorer grandement l’amitié des copains d’enfance : Victor Laville, Émile Miramont, Henri Colpi, Roger Thérond ; de ceux de Basdorf : René Iskin, André Larue ; des anars du Libertaire ; des amis du monde de la chanson et du spectacle : Marcel Amont, Guy Béart, Georges Moustaki, Jacques Brel, Pierre Louki, Jean Bertola, Boby Lapointe, Lino Ventura, Raymond Devos, Jean-Pierre Chabrol, Bourvil (en voisin), Fred Mella (soliste des Compagnons de la chanson) et bien d’autres. Fidèles, jusqu’à la fin. Seule Jeanne refusera de venir au moulin.
Dorénavant, il cesse de se produire dans les cabarets pour alterner les tours de chant entre Bobino et l’Olympia. Il poursuit ses tournées à l’étranger (1958 : Suisse, Rome, 1959 : Belgique, Afrique du Nord, 1961 : Québec, etc.).

### Les années 1960: honneurs et douleurs

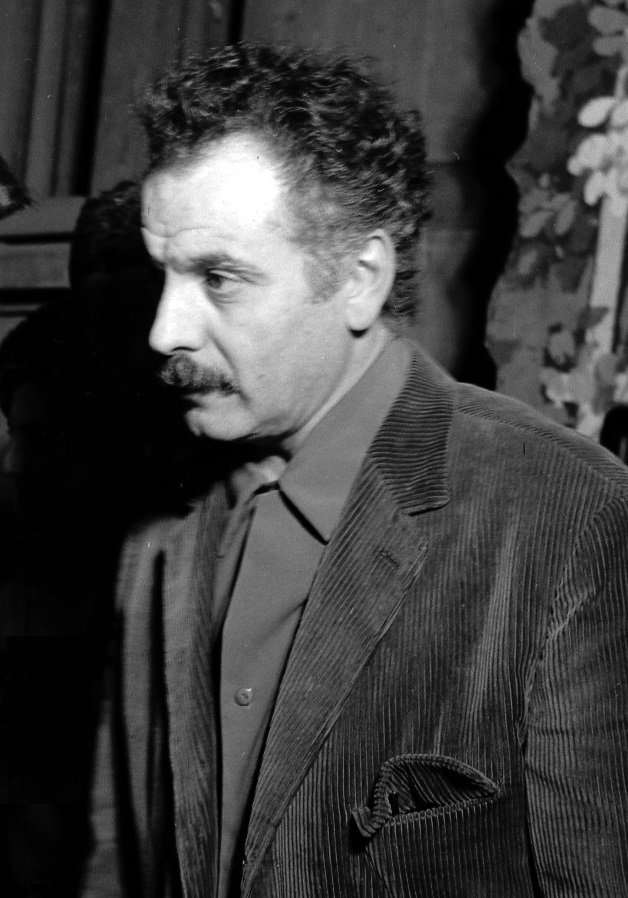
Georges Brassens à Toulouse en décembre 1963.

Jacques Charpentreau écrit le premier ouvrage sur le chanteur : Georges Brassens et la poésie quotidienne de la chanson.
En 1961, il sort un disque en hommage à Paul Fort, mort l’année précédente, disque où sont réunis sept poèmes qu’il a mis en musique ou qu'il déclame simplement.

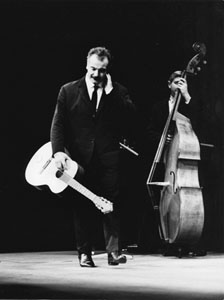
Georges Brassens sur scène en 1964.

En avril 1962, il fête à Bobino ses dix ans de carrière. Le 15 mai, il monte un spectacle en hommage à Paul Fort, au théâtre Hébertot. Le 5 décembre, jour de la première à l’Olympia avec Nana Mouskouri, il souffre d’une crise de coliques néphrétiques. Sur l’insistance de Bruno Coquatrix, il honore les dates prévues à partir du lendemain jusqu’au 24 décembre. Chaque soir, une ambulance l’attend. À la suite de cette douloureuse expérience, il ne retournera plus à l’Olympia. Le 31 décembre, il apprend la mort de sa mère. Le jour même, il se rend à Sète puis regagne Marseille pour se produire à l’Alcazar. « Pour la première fois, ce soir, elle me voit chanter », dit-il.
En février 1963, il est cosignataire d'une lettre du Comité de secours aux objecteurs de conscience réclamant au président de la République et au Premier ministre un statut pour que les objecteurs puissent effectuer un service civil et non militaire.

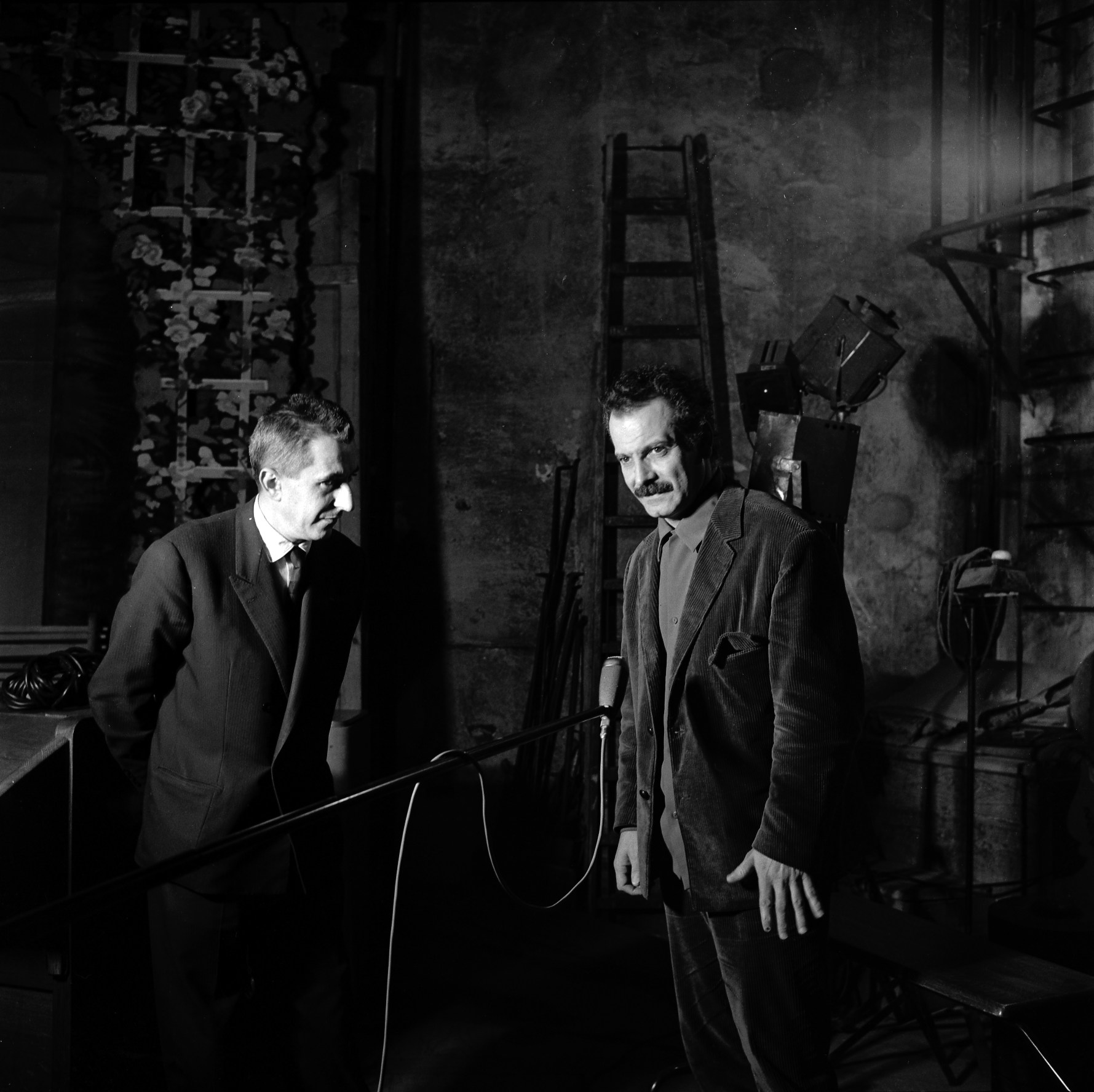
Georges Brassens (à droite) sur la scène du théâtre du Capitole en 1963.

Le prix Vincent-Scotto, décerné par la SACEM, gratifie Les Trompettes de la renommée de meilleure chanson de l'année 1963. En octobre, le numéro 99 de la très sélective collection Poètes d’aujourd’hui, qui paraît chez les libraires, est consacré à Georges Brassens. Quand l’éditeur Pierre Seghers lui avait fait part de ce projet, Brassens avait accepté à condition que son ancien professeur de français, Alphonse Bonnafé, fût l’auteur du texte. Brassens est ainsi le deuxième auteur de chansons (après Léo Ferré), à figurer dans cette collection. Dans son journal, René Fallet écrit :

« C’est le triomphe enfin avoué et officiel de ceux qui, voilà dix ans, criaient au poète pour les sourds. »

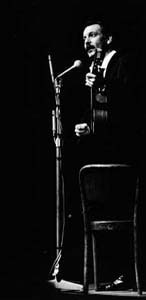
Georges Brassens sur scène en 1964.

Dix ans se sont écoulés depuis la parution de son premier album — neuf ont paru, quatre-vingts chansons ont été enregistrées. Pour marquer cet anniversaire, un coffret de six 33 tours 30 cm, Dix ans de Brassens, est mis en vente. Le 6 novembre, Georges Brassens se voit honoré, pour cet ouvrage, par l’Académie Charles-Cros, en recevant le Grand Prix international du disque 1963 des mains de l’écrivain Marcel Aymé.
Souffrant de calculs rénaux depuis plusieurs mois déjà, les crises de coliques néphrétiques deviennent plus aiguës. Il subit une opération des reins à la mi-janvier. Après une longue convalescence, il est à nouveau sur les planches de Bobino en septembre 1964.

#### Les Copains d’abord
Le film d’Yves Robert, Les Copains, sort en 1965. Pour le générique, Brassens a composé une chanson : Les Copains d’abord. Le succès qu’elle rencontre est tel qu’il rejaillit sur les ventes de son premier album 33 tours 30 cm et sur son triomphe à Bobino (du 21 octobre au 10 janvier 1965) avec, en alternance, Barbara, Serge Lama, Michèle Arnaud, Brigitte Fontaine ou Boby Lapointe. L'une de ses nouvelles chansons, Les Deux Oncles, où il renvoie dos à dos les belligérants des deux camps de la Seconde Guerre mondiale pour exprimer l’horreur que lui inspire la guerre, jette le trouble et lui vaut des inimitiés chez certains de ses admirateurs.
Jean-Louis Brassens, lui non plus, n’aura jamais vu son fils sur scène ; il meurt le 28 mars 1965 et Marcel Planche, quant à lui, le 7 mai suivant.
Lors de l'émission radiophonique Musicorama, diffusée en direct du théâtre de l'ABC le 12 octobre, Georges Brassens réalise un rêve : chanter avec Charles Trenet. Ils renouvelleront cette expérience pour l'émission télévisée La La La en mars 1966. L’estime qu’ils se portent est réciproque, mais Trenet garde ses distances. « C’est le grand regret de Georges. S’il y en avait un qu’il aurait vraiment aimé fréquenter, c’est bien Trenet. Or, il s’est trouvé que Trenet […] n’a rien fait pour aller vers Georges ».

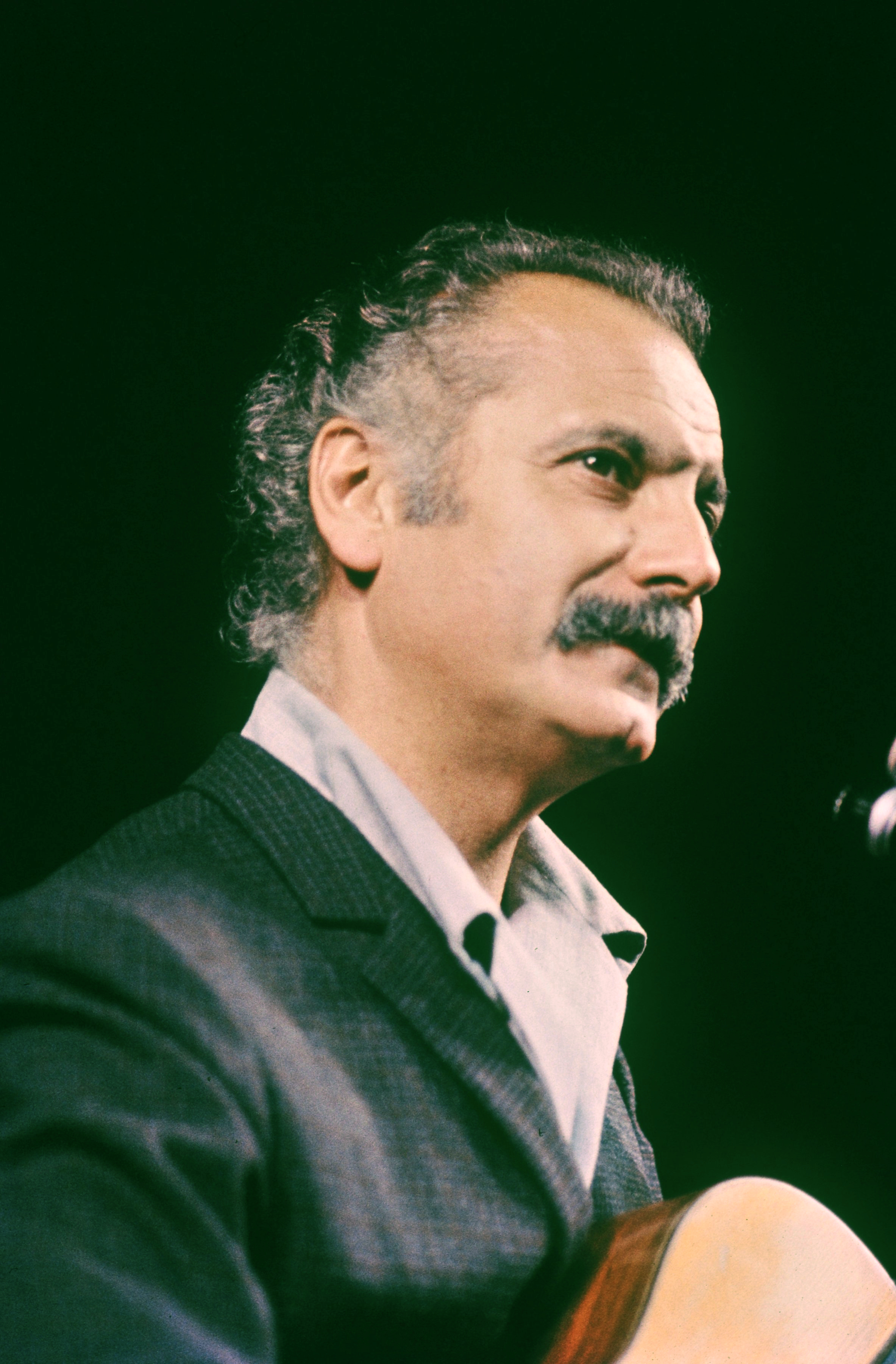
Au Théâtre national populaire (TNP) de Paris, en 1966.

Pour rompre sa solitude, Jeanne se remarie à 75 ans, le 26 mai 1966, avec un jeune homme de 37 ans. Contrarié par ce mariage, Brassens quitte l'impasse Florimont pour emménager dans un duplex près de la place Denfert-Rochereau. Jacques Brel, qu’il a connu aux « Trois Baudets » en 1953, est son voisin ; il s’apprête à faire ses adieux sur la scène de l’Olympia. Par amitié, Brassens écrit le texte du programme de cet événement.
Du 16 septembre au 22 octobre, Georges Brassens se produit sur les planches du Théâtre national populaire (TNP) avec Juliette Gréco qui en assure la première partie. Chaque soir, il présente sa Supplique pour être enterré à la plage de Sète et fait part de son Bulletin de santé — en réponse aux rumeurs distillées par une certaine presse — et pour faire bonne mesure, il (ré)affirme sa singularité et exprime le peu de bien qu'il pense du militantisme et des groupuscules de toutes sortes avec la chanson Le Pluriel, dans laquelle, quelles que soient les circonstances, il proclame : « Bande à part, sacrebleu, c'est ma règle et j'y tiens ! »
Habitué à souffrir de ses calculs rénaux, il a laissé passer le temps. Au mois de mai 1967, une nouvelle crise l’oblige à interrompre une tournée pour subir une deuxième opération des reins. Le 8 juin, parrainé par Marcel Pagnol et Joseph Kessel, l'Académie française lui décerne le Grand Prix de poésie pour l’ensemble de son œuvre. Brassens en est honoré, mais pense ne pas le mériter.

« Je ne pense pas être un poète… Un poète, ça vole quand même un peu plus haut que moi… Je ne suis pas poète. J’aurais aimé l’être comme Verlaine ou Tristan Corbière. »

René Fallet sort à son tour un livre sur son ami, aux éditions Denoël.
Après Mai 68, quand on lui demande ce qu’il faisait pendant les événements, il répond malicieusement : « Des calculs ! »
Le 24 octobre, avec son ami Fallet, il est au chevet de Jeanne, qui meurt faute d’avoir pu surmonter le choc de son opération de la vésicule biliaire. Elle avait 77 ans.
Le 6 janvier 1969, à l'initiative du magazine Rock & Folk et de RTL, Georges Brassens, Léo Ferré et Jacques Brel sont invités à débattre autour d'une table. Ce moment est immortalisé par le photographe Jean-Pierre Leloir et par une vidéo.
Cette année-là, il franchit les limites du 14e arrondissement pour emménager dans une maison du quartier Saint-Lambert, dans le 15e arrondissement. Bobino l'attend à nouveau à partir du 14 octobre 1969.
En décembre, pour satisfaire à la demande de son ami sétois, le cinéaste Henri Colpi, il enregistre la chanson écrite par ce dernier avec une musique composée par Georges Delerue pour illustrer le film dans lequel joue Fernandel : Heureux qui comme Ulysse.

### Les années 1970: Bretagne et Grande-Bretagne
Au début des années 1970, Georges Brassens engage son ami Jean Bertola comme secrétaire artistique et organisateur de ses tournées. Le pianiste lyonnais apportera à Georges une aide dans toutes les formes, amicales, musicales, artistiques, ou de présentations des tours de chant.

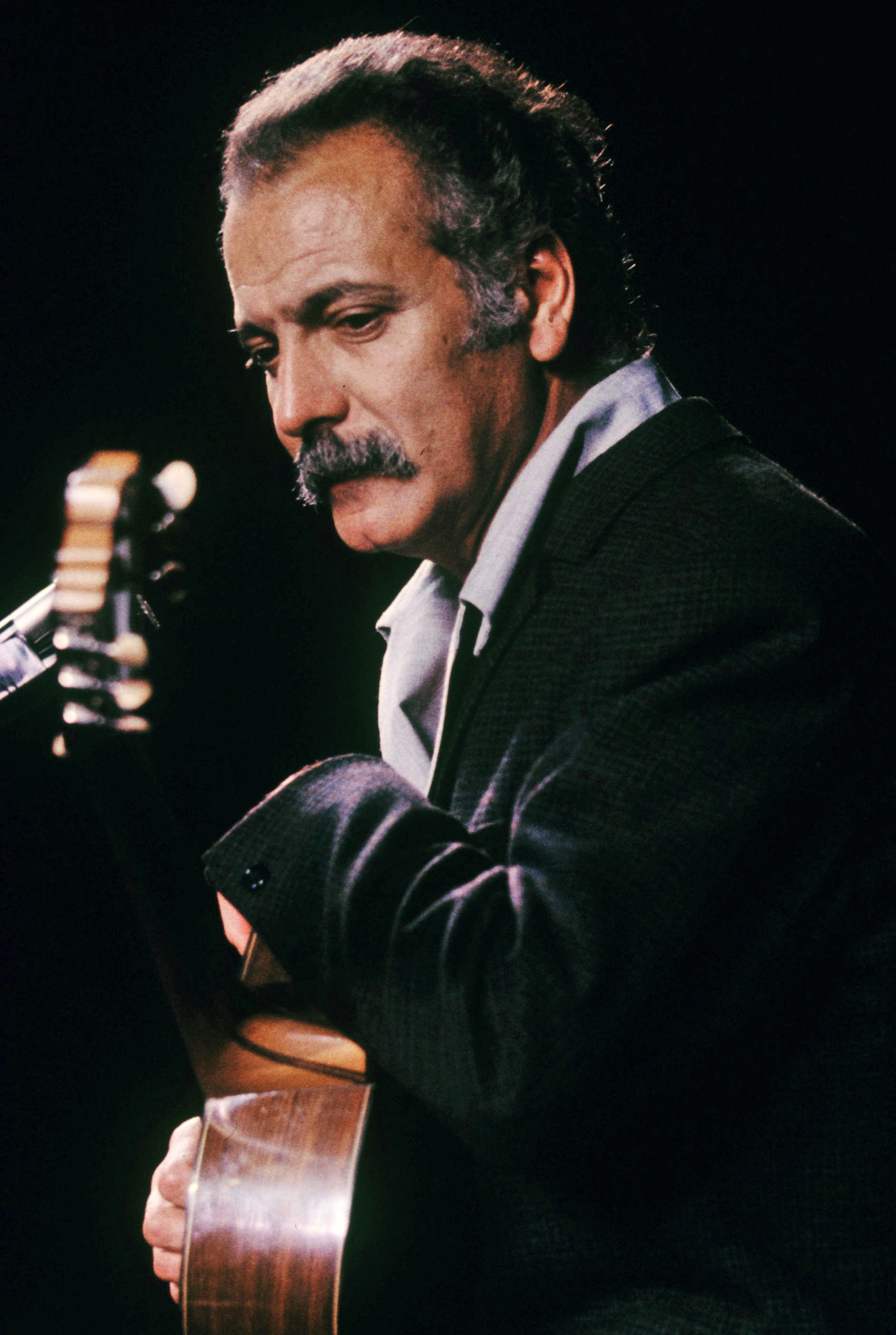
En 1966, à la guitare.

En 1971, il compose la musique du film de Michel Audiard Le drapeau noir flotte sur la marmite, adaptation du roman de René Fallet Il était un petit navire.

#### Lézardrieux

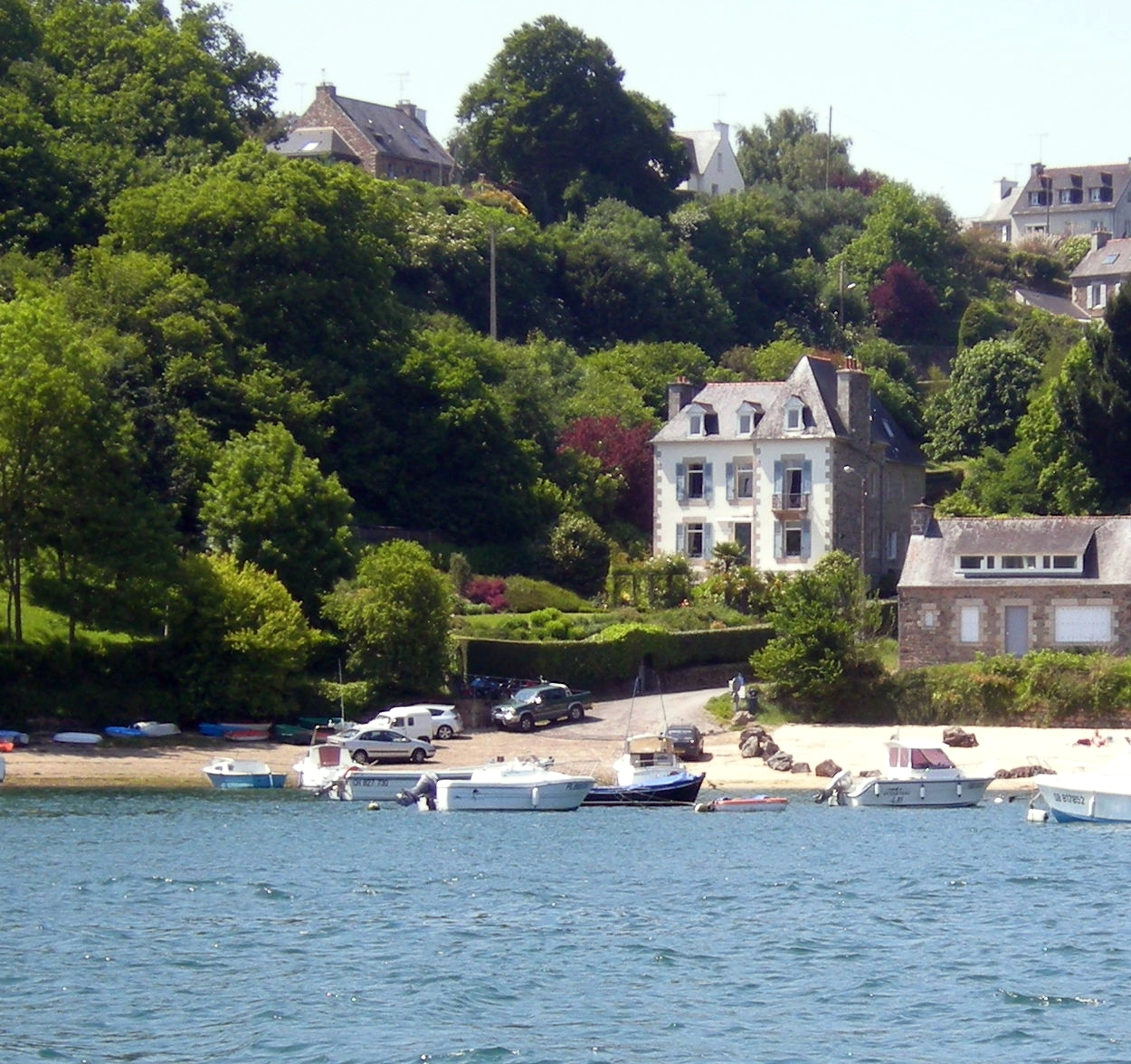
La villa Ker Flandry au bord du Trieux, maison bretonne de Brassens à Lézardrieux (Côtes-d'Armor).

Conséquence de vacances passées à Paimpol chez le neveu de Jeanne depuis les années 1950, Georges Brassens apprécie la Bretagne. Michel Le Bonniec lui a trouvé une maison sur les rives du Trieux, à Lézardrieux : « Ker Flandry ». Le moulin de Crespières est mis en vente au début de 1970. À la demande de Brassens, « Gibraltar » et son épouse viennent habiter la maison de l’impasse Florimont.

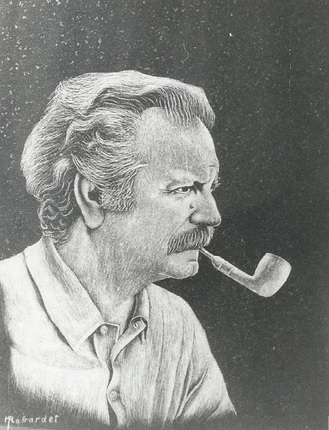
Gravure sur granit du portrait de Georges Brassens, octobre 1977.

Brassens a cinquante ans et vingt ans de carrière. Un autre tour de chant l’attend à Bobino avec Philippe Chatel, Maxime Le Forestier, Pierre Louki, ou encore Marie-Thérèse Orain en alternance (10 octobre 1972 au 7 janvier 1973). Avec la chanson Mourir pour des idées, il répond aux réactions mitigées envers sa chanson Les Deux Oncles. Le 30 octobre 1972, il participe à une soirée spéciale contre la peine de mort au Palais des sports de Paris. À partir du 14 janvier 1973, il entame ses dernières tournées françaises. Il passe au théâtre municipal de Sète, le 13 avril 1973. Cette année-là, il fait son entrée dans Le Petit Larousse.
Répondant à l’invitation de Colin Evans, professeur de français à l’University College de Cardiff, en Pays de Galles, Brassens donne deux récitals au Sherman Theatre le 28 octobre 1973.
En 1973, Brassens joue dans un film de Jean-Marie Périer : Pourquoi t'as les cheveux blancs…, sur un scénario de René Fallet. Ce film a été diffusé sur la troisième chaîne de l'ORTF le 27 décembre 1973.
Le 19 octobre 1976, il s’installe à Bobino pour cinq mois. Il reprend certains de ses compagnons en première partie de spectacle, dont Marie-Thérèse Orain et Pierre Louki, et présente les nouvelles chansons de son dernier album, dont celle qui lui donne son nom : Trompe-la-mort. Il y est accompagné par le guitariste Joël Favreau.

« C’est pas demain la veille, bon Dieu, de mes adieux. »

Le 20 mars 1977, jour de la dernière, personne ne se doute qu’il ne foulera plus jamais les planches de son music-hall de prédilection.

#### Saint-Gély-du-Fesc
D'inquiétantes douleurs abdominales, de plus en plus vives, l’amènent à se faire examiner. Un cancer de l’intestin est diagnostiqué et se généralise. Il est opéré à Montpellier, dans la clinique du docteur Bousquet, en novembre 1980. L'année suivante, une nouvelle opération à l’hôpital américain de Paris lui accorde une rémission qui lui permet de passer l'été dans la propriété des Bousquet, à Saint-Gély-du-Fesc, au nord de Montpellier, avant de revenir à Paris puis de séjourner à Lézardrieux.
Hormis les disques de ses chansons arrangées en jazz — dans lesquels il est à la guitare auprès de prestigieux musiciens de jazz — en 1979 et celui en faveur de Perce-neige, l’association de son ami Lino Ventura, sur lequel il chante les chansons de sa jeunesse en 1980 et sans oublier son interprétation de la Chanson du hérisson dans le conte musical Émilie Jolie de Philippe Chatel en 1979, il n’a pas enregistré d’album depuis cinq ans. Il passe une dernière fois au Palais d'Hiver de Lyon. Pourtant, près de quinze chansons sont prêtes, quinze autres en gestation. Il envisage de les graver, mais ne pourra mener à bien ce projet. Après sa mort, Jean Bertola acceptera de les chanter. L'album Dernières Chansons sera un succès commercial récompensé par l’Académie Charles-Cros (voir également l'album Le Patrimoine de Brassens).

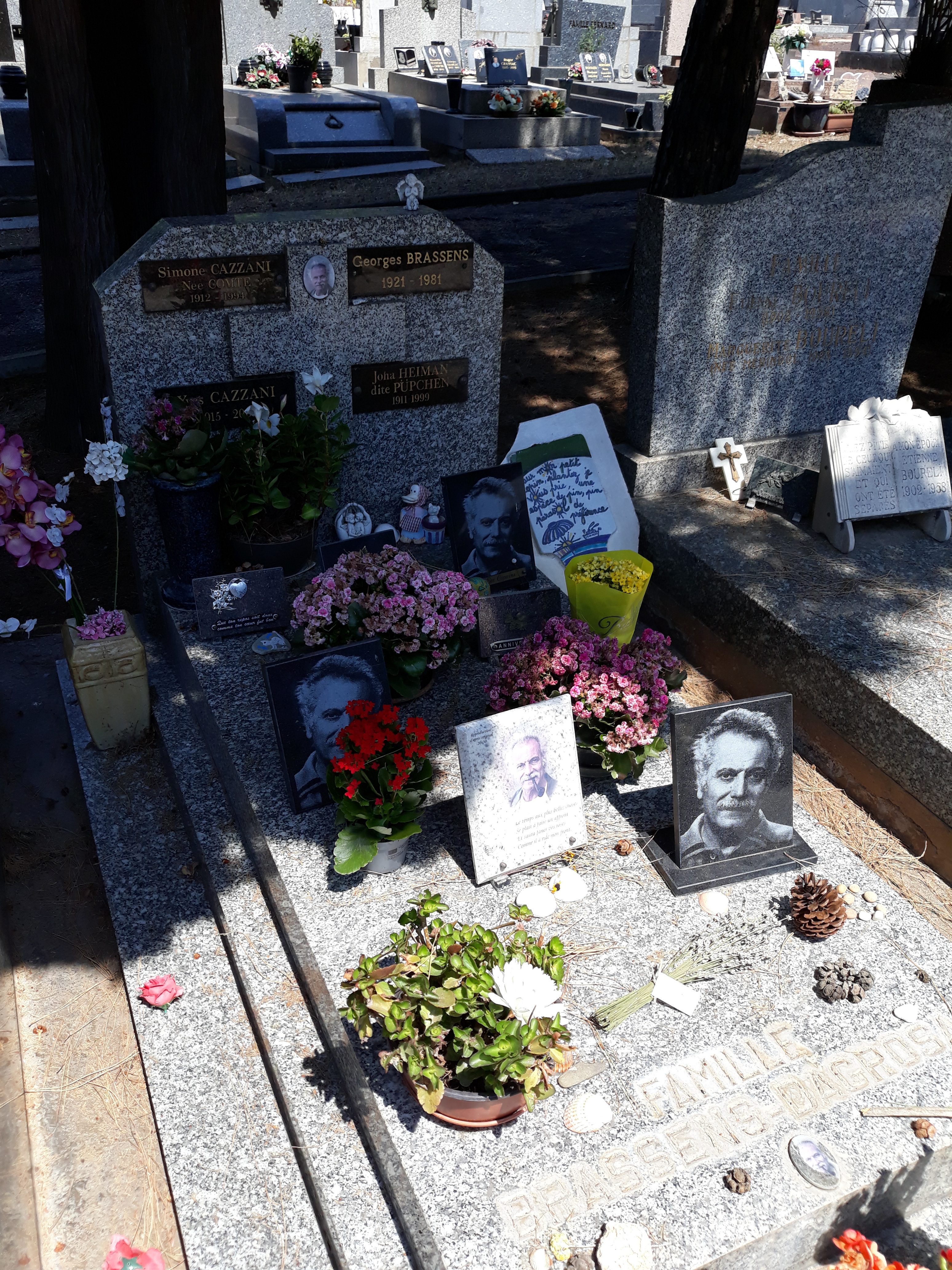
La sépulture de Georges Brassens au cimetière Le Py, proche de la plage de la Corniche de Sète de sa chanson Supplique pour être enterré à la plage de Sète (1966).

Ultime satisfaction, la peine de mort — contre laquelle il a participé à des manifestations, signé des pétitions et au sujet de laquelle il a écrit des chansons (Le Gorille, 1952 ; La Messe au pendu, 1976) — est abolie en France le 9 octobre 1981.

#### Mort
Revenu dans la famille de son chirurgien à Saint-Gély-du-Fesc, Georges Brassens fête son soixantième anniversaire le 22 octobre. Il meurt en toute fin de soirée du 29 octobre 1981, à 23 h 15. Il est inhumé le matin du 31 dans son caveau familial du cimetière Le Py, proche de la plage de la Corniche de Sète de sa chanson Supplique pour être enterré à la plage de Sète de 1966. Sa pierre tombale porte une croix (cette croix déjà dans sa chanson faisant une ombre sur la baigneuse à la plage de Sète) au cimetière Le Py.
Le choc de sa mort, dont les médias se font largement l'écho, est immense dans toute la France et la francophonie.
Joha Heiman meurt le 19 décembre 1999 et est enterrée auprès de lui.
Lui qui avait comme modèle de réussite Paul Misraki, parce qu'il était chanté partout sans être connu du grand public, ne se doutait pas qu'un jour il accéderait à la renommée internationale.
Chaque année, de 50 000 à 80 000 personnes visitent sa tombe.

## Discographie

### Textes ou musiques d'autres auteurs et compositeurs
Tout au long de sa carrière, Brassens aura repris, mis en musique et interprété ou simplement déclamé les textes de plusieurs poètes, non sans les avoir le plus souvent abrégés. Parmi eux :
- Louis Aragon : Il n'y a pas d'amour heureux ;
- Théodore de Banville : Le Verger du roi Louis ;
- Maurice Boukay : Tu t'en iras les pieds devant (sur une musique de Marcel Legay) ;
- Francis Carco : La Chanson tendre (sur une musique de Jacques Larmanjat) ;
- Henri Colpi : Heureux qui comme Ulysse (chanson du film homonyme d'Henri Colpi, sur une musique de Georges Delerue) ;
- Pierre Corneille, pour les stances, et Tristan Bernard, pour la conclusion : Marquise ;
- Paul Fort :
  - Le Petit Cheval (La Complainte du petit cheval blanc, du recueil Mortcerf, 1909) ;
  - Si le bon Dieu l'avait voulu (du recueil L’Alouette, 1917) ;
  - La Marine (version réduite de L’Amour marin, 1900) ;
  - Comme hier (du recueil L’Alouette, 1917) ;
  - Germaine Tourangelle (version réduite du poème Le Jet d'eau (Rêverie sur un banc du Luxembourg), du recueil Bol d'air, 1946, déclamé sans musique) ;
  - À Mireille dite « Petit Verglas » (déclamé sans musique) ;
  - L'Enterrement de Verlaine (version réduite de Convoi de Paul Verlaine après un tourbillon de neige, du recueil Ballades françaises et chroniques de France, 1896, dans une version simplement déclamée, puis dans une version chantée sur la musique originellement prévue pour ce poème, mais qui avait été utilisée finalement pour La Marche nuptiale) ;
- Edmond Haraucourt : Le Bleu des bleuets (sur une musique de Marcel Legay) ;
- Victor Hugo :
  - La Légende de la nonne ;
  - Gastibelza ;
  - Altesse ;
- Francis Jammes : La Prière (version réduite de Rosaire, du recueil L'Église habillée de feuilles, sur la musique d'Il n'y a pas d'amour heureux) ;
- Alphonse de Lamartine : Pensée des morts ;
- Hégésippe Moreau : Sur la mort d'une cousine de sept ans (mis en musique par Brassens – qui en fit lui-même un enregistrement jamais publié –, on peut en entendre les versions chantées par les Compagnons de la chanson, par Valérie Ambroise ou par Eric Zimmermann) ;
- Alfred de Musset :
  - Ballade à la lune ;
  - À mon frère revenant d'Italie ;
- Gustave Nadaud :
  - Carcassonne (sur la musique de la chanson Le Nombril des femmes d'agent, dont les paroles, bien que sur un autre sujet, empruntent le thème du poème de Nadaud) ;
  - Le Roi boiteux ;
- Norge : Jehan l'advenu (sur une musique de Jacques Yvart) ;
- Antoine Pol : Les Passantes ;
- Jean Richepin :
  - Les Oiseaux de passage ;
  - Les Philistins ;
- Paul Verlaine :
  - Colombine ;
  - Chanson d'automne (sur une musique de Charles Trenet) ;
- François Villon :
  - Ballade des dames du temps jadis ;
  - Les Regrets de la belle heaulmière[49] (simplement déclamé) ;
  - Épitaphe et rondeau (improvisation sans accompagnement sur l'air du menuet de Marquise) ;
  - Un extrait du Petit Testament (séance de travail sur la prononciation et l'articulation avec essai de plusieurs motifs mélodiques parmi lesquels des réminiscences d'Il suffit de passer le pont et de La Ballade des dames du temps jadis).

## Vidéographie
- 1973 : Pourquoi t'as les cheveux blancs ?, film réalisé par Jean-Marie Périer et Claude Barrois, diffusé par la 3e chaîne de l'ORTF en décembre 1973, DVD LCJ-éditions 2011, 55 minutes environ.
- 1996 : 15 chansons mythiques, DVD Universal.
- 2002 : Georges Brassens : l'anticlérical modéré - Les images de sa vie, réalisé par Armand Isnard, DVD 104 minutes.
- 2004 : Elle est à toi cette chanson, coffret 3 DVD, Universal ; réédition 2011.
- 2005 : Maritie et Gilbert Carpentier présentent Numéro 1 Georges Brassens[51], DVD LCJ-éditions/Ina.
- 2006 : Porte des Lilas, film de René Clair, DVD éditions René Château.
- 2011 : Brassens ou la liberté, coffret CD/DVD [présentation en ligne] et CD [présentation en ligne], Ina Éditions.
- 2020 : « Brassens par Brassens, Philippe Kohly », Hauteville Productions, 2019, 110 minutes. Distinction : « FIPADOC 2020 - Festival International Documentaire » - Biarritz (France) - Compétition Documentaire national.

## Entretiens radio et médias
- Compilation d'entretiens et d'interviews avec Georges Brassens, 1967 - 1979, Phonothèque, Institut national de l'audiovisuel, « écouter en ligne »(Archive.org • Wikiwix • Archive.is • Google • Que faire ?).
- Jacques Chancel, Georges Brassens, Radioscopie, 30 novembre 1971, Institut national de l'audiovisuel, « écouter en ligne ».
- Georges Brassens, Jacques Brel, Léo Ferré, Que pensez-vous de l'anarchie ?, Rock'n'Folk, RTL, 6 janvier 1969, « écouter en ligne ».
- Extraits d'entretiens et d'émissions classés par thèmes compilés par l'Institut national de l'audiovisuel, « écouter en ligne ».

## Distinctions
- 1954 : Grand Prix du disque de l’Académie Charles-Cros pour la chanson Le Parapluie.
- 1958 : « Bravo du Music-Hall », décerné par l'hebdomadaire, Music-Hall au chanteur le plus populaire de l'année.
- 1963 : prix Vincent-Scotto, décerné par la SACEM, pour Les Trompettes de la renommée, désignée meilleure chanson de l'année.
  - Grand Prix international du disque de l’Académie Charles-Cros pour le coffret Dix ans de Brassens.
- 1967 : le grand prix de poésie lui est décerné pour l’ensemble de son œuvre, par l'Académie française, le 8 juin.
- 1974 : la Monnaie de Paris frappe une médaille à son effigie.
- 1975 : Grand Prix de la ville de Paris.
- 1979 : Prix de l’Académie du disque français — association sous la haute autorité du président de la République —, remis en décembre par le maire de Paris, Jacques Chirac, à Moustache et à Georges Brassens pour l’album Georges Brassens joue avec Moustache et Les Petits Français.
  - « Trophée Numéro 1 » remis par la station de radio, Europe 1 pour l’album Georges Brassens joue avec Moustache et Les Petits Français.

## Postérité et hommages

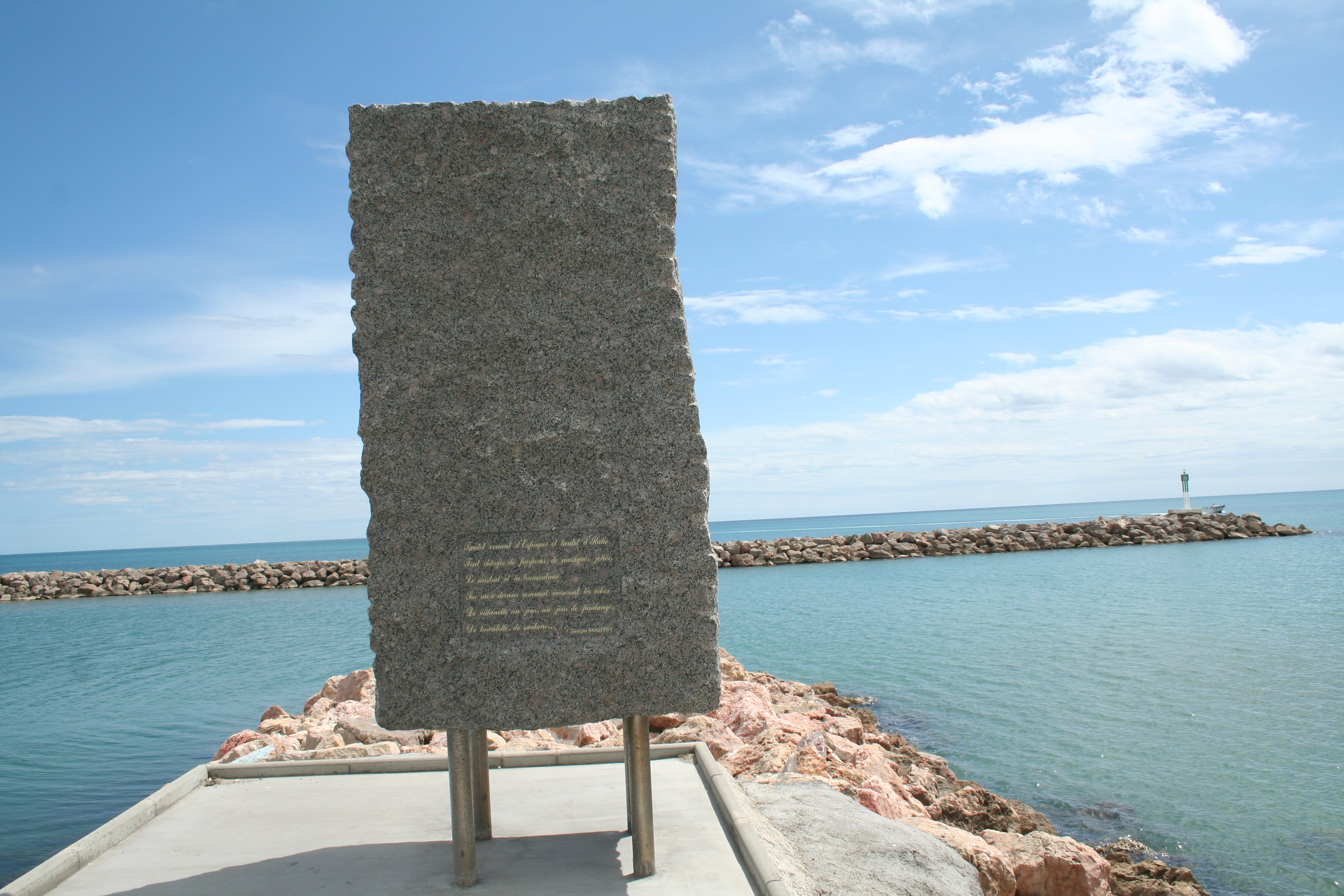
Mémorial Georges Brassens, sur la plage de la Corniche de Sète, avec les paroles de sa chanson Supplique pour être enterré à la plage de Sète (1966).

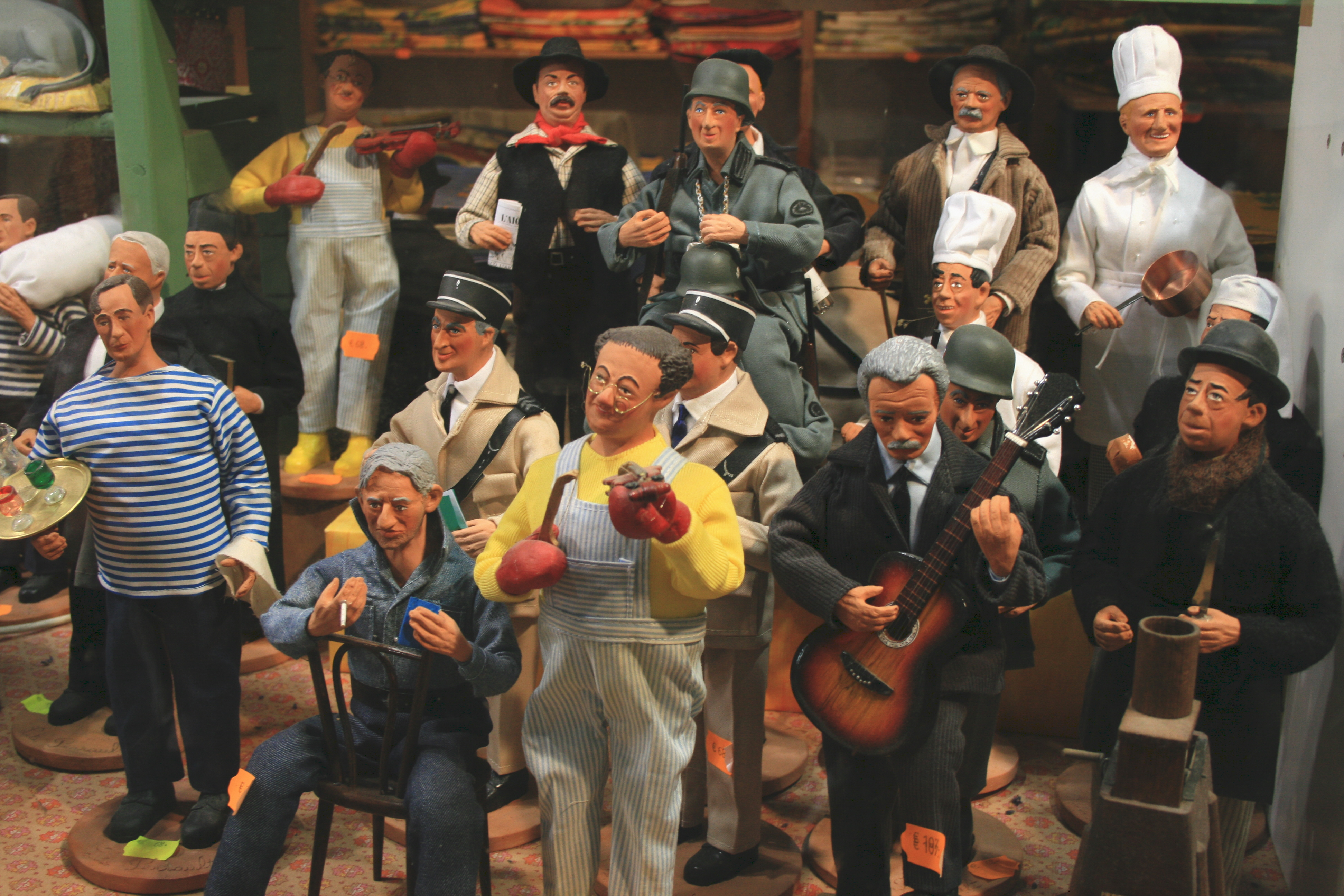
Georges Brassens en santon de Provence.

De nombreux auteurs-compositeurs-interprètes se sont dits influencés par Georges Brassens : Renaud et Maxime Le Forestier, qui reprendront aussi certaines de ses chansons, Pierre Perret, Francis Cabrel, Yves Duteil, le Suisse Mani Matter et l'Italien Fabrizio De André, qui traduit plusieurs de ses chansons. Paco Ibáñez publie en 1979 un album de dix chansons de Brassens traduites par Pierre Pascal (le Testament, La Cane de Jeanne…). Brassens en interprètera certaines en espagnol. Graeme Allwright sort en 1985 un album de douze chansons traduites en anglais (Une jolie fleur, Les Copains d'abord, Saturne…).
Georges Moustaki, membre de la « bande à Georges », a composé en 1974 Les Amis de Georges en son honneur. Prénommé Giuseppe à sa naissance, Moustaki aurait opté pour le prénom de Georges par admiration pour Brassens,.
Plus de cinquante thèses lui sont consacrées. Traduit dans une vingtaine de langues, il est chanté au Japon, en Serbie, en Russie, en Italie, en Espagne, en Amérique du Nord, en République tchèque, etc..

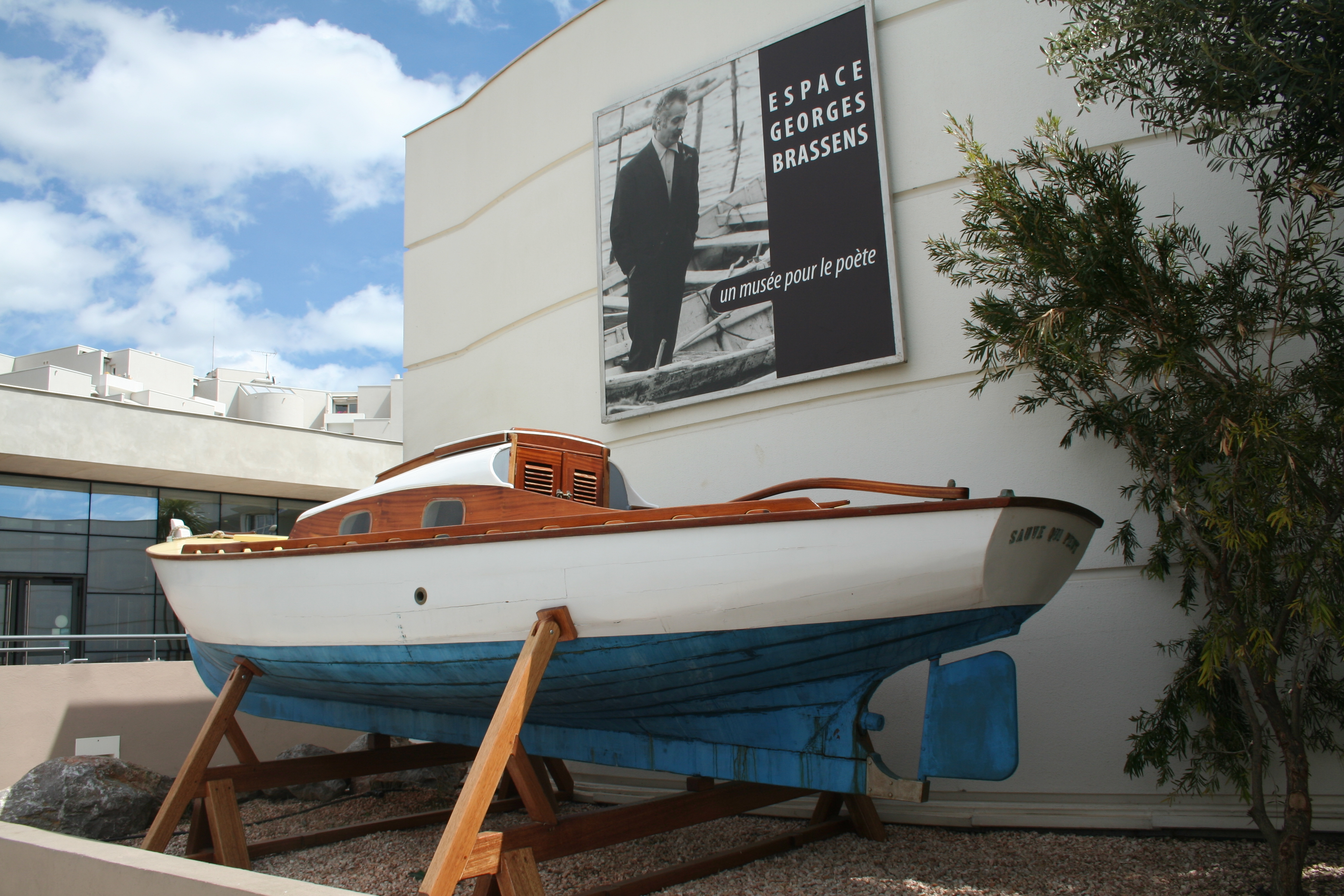
Espace Georges-Brassens (et barque le Sauve qui peut de Georges Brassens) à Sète dans l'Hérault.

En 1991 ouvre à Sète l'Espace Georges-Brassens. Malgré l'ouverture de ce lieu de mémoire, les amateurs continuent de se rendre sur sa tombe pour le commémorer.
Vingt-deux documents autographes originaux de Georges Brassens que détenait son ami Fred Mella (le soliste des Compagnons de la chanson, mort en 2019), parmi lesquels les paroles manuscrites des chansons Supplique pour être enterré à la plage de Sète, Le Vieux Léon, Le Grand Chêne et Le 22 septembre, mis en vente aux enchères à Paris le 22 septembre 2020, sont adjugés pour 377 650 €. Neuf de ces documents ont fait l'objet de préemptions de la part de la ville de Sète et de la Bibliothèque nationale de France,.
En 2011 est organisée à la Villette l'exposition « Brassens ou la liberté ».
En 2012, une pièce de 10 € en argent à l'effigie du chanteur est éditée par la Monnaie de Paris, pour la collection « Les Euros des Régions » afin de représenter sa région natale, le Languedoc-Roussillon.

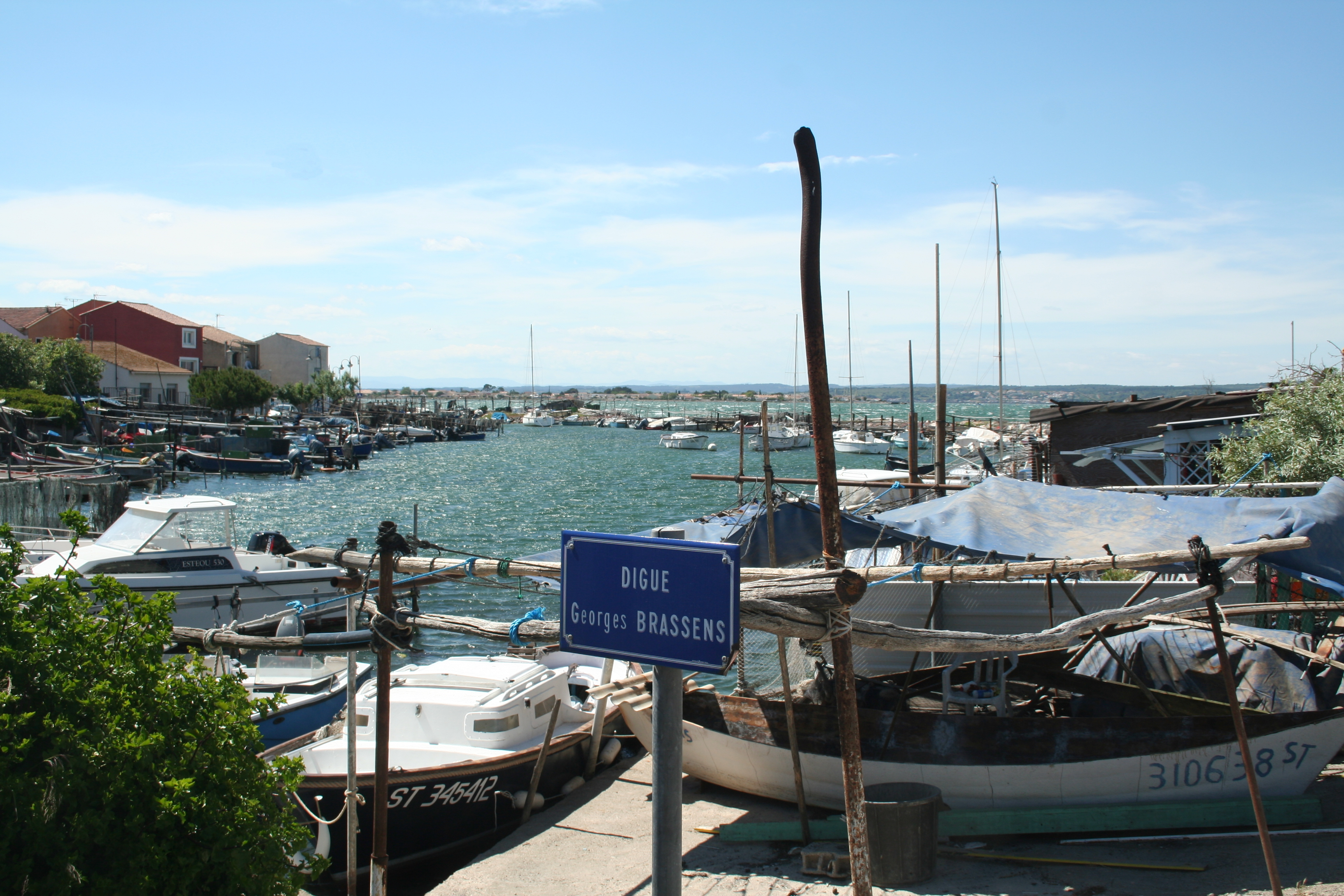
Digue Georges Brassens de l'étang de Thau à Sète.

En 2021, pour célébrer les anniversaires de sa naissance et de sa mort, La Poste édite un timbre spécial. D’une valeur de 1,08 euro (lettre verte), il a été mis en image par Valérie Besser à partir d’une photo de Jean-Pierre Leloir.
La 30e promotion des élèves administratrices et administrateurs territoriaux de l'Institut national des études territoriales (INET) choisit en 2022 le nom de Promotion Georges Brassens, revendiquant son indépendance d'esprit, ses engagements sociaux, et son ancrage populaire.
En octobre 2022, une vente d'objets ayant appartenu à Georges Brassens est interdite par la justice, dans le contexte d'un différend successoral.

### Hommages en chansons

#### Hommages en chansons du vivant de Brassens
- Jean Ferrat : À Brassens, LP Nuit et Brouillard, Barclay 80213S, 1963 ;
- Salvatore Adamo : Eddy Cochran, Buddy Holly and Brassens, LP Pathé/EMI 2C064-23417, 1972 (avec une erreur sur le nom d'Eddie Cochran) ;
- Jean-Marie Vivier : Supplique à Georges Brassens pour qu'il n'entre pas à l'Académie française, LP SFP 14.003, 1972 ;
- Georges Moustaki[note 30]: Les Amis de Georges, LP Polydor 2401.118, 1974 ;

#### Hommages en chansons posthumes
- Font et Val : Chanson pour Brassens, Font et Val montrent tout à Bobino, LP RCA PL70365, 1982 ;
- Sacha Distel : Jack et Jo, rend hommage conjointement à Jacques Brel et à Georges Brassens, 45 tours SP Carrère 13.811, 1985 ;
- Georges Moustaki : Un jour tu es parti[60], album Moustaki, 1986 ;
- Michel Vivoux : Pourvu qu'j'y aille, album No biture, 1986 ;
- Maxime Le Forestier : La Visite, CD Né quelque part, Polydor, 1988 ;
- Pierre Louki : Allô, viens je m'emmerde, album Retrouvailles, 1991 ;
- Weepers Circus rend hommage à Georges Brassens dans la chanson La Visite, extrait de l'album L'Ombre et la Demoiselle, 2000 ;
- Renaud : Mon bistrot préféré, CD Boucan d'enfer, Virgin, 2002 ;
- Roger Martineau : CD En attendant son retour, Rejoyce Musique, 2002 ;
- Pierre Perret : T'as pas la couleur, CD Mélangez-vous, Naïve, 2006 ;
- Pierre Chêne : Brassens est mort et c'est l'automne, 2013 ;
- Alexis HK : Georges & Moi, 2017 ;
- Rive gauche : Les Suites de Brassens, CD 12 titres, ASSO JAM, 2022 ;

### Reprises, traductions et adaptations

#### Reprises
- La chanteuse québécoise Renée Claude a enregistré un album hommage intitulé J'ai rendez-vous avec vous, 1993 ;
- Renaud a enregistré un album de reprise s'intitulant Renaud chante Brassens en 1996 ;
- Sinsemilia : La Mauvaise Réputation, CD Résistances (album, 1998) ;
- Bruno Blum chante une version ska de La Mauvaise Réputation sur son album Think différent paru en 2001. Une partie du morceau comprend la mélodie de Hava Nagila[61].
- Les Oiseaux de passage : album de reprises sorti en 2001 et enregistré par des artistes français parmi lesquels Noir Désir, Arthur H, Miossec, Bénabar, Magyd Cherfi, Têtes Raides, Weepers Circus et Damien Saez ;
- Les Wriggles : La Mauvaise Réputation, CD Les Wriggles à la Cigale, 2003 ;
- Le groupe français Dionysos reprend en 2006 La Cane de Jeanne, qui paraîtra dans leur compilation Dionysos Eats Music !!! sortie en 2009.
- The Brassens, groupe sétois fondé en 2006 et devenu en 2007 La Pompe moderne, reprend les chansons d'artistes plus récents en parodiant les intonations et l'accompagnement de Brassens ;
- Brassen's not Dead, groupe toulousain fondé en 2006, se consacre à interpréter le répertoire de Brassens dans le style punk-rock ;
- Demi Portion lui rend hommage avec une reprise du Mécréant[62] (ayant grandi à Sète, il revendique explicitement l'influence de Georges Brassens dans toute son œuvre[réf. nécessaire]), 2012 ;
- Le groupe Pomplamoose réinterprète la chanson Je me suis fait tout petit renommé en An old French tune (by Georges Brassens) en featuring avec John Schroeder en 2019, et la chanson Les Copains d'abord en featuring avec Ross Garren en juillet 2020.

#### Traduction et adaptations en langues étrangères
- En espagnol :
  - Paco Ibáñez enregitre en 1979 dix chansons de Brassens traduites par Pierre Pascal dans son album Paco Ibáñez canta Brassens (aussi intitulé Paco Ibáñez canta a Brassens), sorti en France sous le titre Paco Ibañez chante Brassens en castillan.
  - Javier Krahe (es) a traduit en 1981 L'Orage (La Tormenta) et l'interprète sur l'album La Mandrágora. Sur un autre de ses albums, Elígeme, en 1988, il interprète Marinette[63], (Marieta). Il revendique l'influence de l’œuvre[64] de Brassens.
- En anglais :
  - Graeme Allwright, accompagné par Pierre Nicolas, Joël Favreau, Gérard Niobey et Richard Galliano entre autres, interprète douze chansons traduites par Andrew Kelly, sur l'album Graeme Allwright sings Brassens, enregistré en 1984 et sorti en 1985 : Buddies First of All (Les Copains d’abord), The Daisy (La Marguerite), A Sinner Repents (Le Mauvais Sujet repenti), The Passers By (Les Passantes), Nine And A Half Times (Quatre-vingt-quinze pour cent), The School Mistress (La Maîtresse d’école), Saturn (Saturne), My Lovely Flower She's Hard As Iron (Une jolie fleur), Friends Like Evergreens (Au bois de mon cœur), The Thunderstorm (L’Orage), To Anne, September Fifteenth (Le 22 septembre), Die For What You Believe In (Mourir pour des idées).
  - Le chanteur et musicien franco-américain Pierre de Gaillande (en) a consacré deux albums aux textes de Brassens, traduits par lui : Bad reputation (Barbès Records BR0027), paru en 2011, contient treize titres : The Princess and the troubadour (La Princesse et le Croque-note), To Die for your ideas (Mourir pour des idées), Penelope (Pénélope), Don Juan, Song for the countryman (Chanson pour l'Auvergnat), Ninety-five percent (Quatre-vingt-quinze pour cent), I made myself small (Je m'suis fait tout petit), Philistines (Philistins), Trumpets of fortune and fame (Les Trompettes de la renommée), Public benches (Les Amoureux des bancs publics), Absolutely nothing (Rien à jeter), The pornographer (Le Pornographe), Bad reputation (La Mauvaise Réputation). La chanteuse Keren Ann participe aux chœurs. Sorti en 2014, Bad reputation 2 (Vermillon Records V0009) comprend onze chansons: Dear Old Leon (Mon vieux Léon), Lament of the ladies of leisure (La Complainte des filles de joie), Give them all kiss (Embrasse-les tous), In the clear water of the fountain (Dans l'eau de la claire fontaine), The Wind (Le Vent), With all due respect (Sauf le respect que je vous dois), Wine (Le Vin), The Old Man (Pauvre Martin), The Storm (Tempête dans un bénitier), The War of 14-18 (La Guerre de 14-18), The Codicil (Supplique pour être enterré à la plage de Sète). Pierre de Gaillande a invité Joël Favreau sur cet album.
- En allemand, Franz Josef Degenhardt (appelé en 1968 le Brassens allemand) traduit et chante quelques titres sur les albums intitulés Vorsicht Gorilla, 1985, et Junge Paare auf Bänken, 1986.
- En polonais, le groupe Zespół Reprezentacyjny enregistre trois albums avec des reprises : Śmierć za idee – ballady Georgesa Brassensa, 1986, Pornograf, 1993 et Kumple to grunt, 2007.
- En catalan, Miquel Pujadó : Fum de pipa i pèl de gat CD Núvols i clarianes, Columna Música, 1997.
- En créole martiniquais, Sam Alpha consacre trois albums de 14 titres adaptés de l’œuvre de Georges Brassens (de 1997 à 2000).
- En tchèque, le chansonnier Jiří Dědeček (en)[65] consacre deux albums à des chansons adaptées de Georges Brassens et a publié en 1988 un livre traduisant en tchèque des textes de Brassens.
- En italien, Fabrizio De Andrè a traduit et chanté plusieurs des chansons de celui qu'il appelait "Il Maestro Brassens".
- En espéranto, Jacques Yvart a adapté et chanté plusieurs chansons de Georges Brassens, réunies dans deux albums (Jacques Yvart kantas Georges Brassens puis Brassens Plu).
- En basque, Anje Duhalde a traduit et interprété quatorze chansons de Georges Brassens réunies sur l'album Georges Brassens Kantari.

### Hommages et reprises en musique
- Roland Dyens compose et enregistre avec le quatuor Enesco Hommage à Georges Brassens sur le 33 tours homonyme sorti en 1985 chez Auvidis.
- Rodolphe Raffalli : À Georges Brassens, CD, © Productions Patrick Tandin / Groupe Frémeaux Colombini SA, 2001;
- Rodolphe Raffalli : À Georges Brassens, vol. 2, CD, © Groupe Frémeaux Colombini SAS, 2006;

### Hommages dans la fiction
- Dans le film Serge Gainsbourg : vie héroïque (2010), de Joann Sfar, son rôle est interprété par le réalisateur lui-même.
- Dans le téléfilm Brassens, la mauvaise réputation (2011), de Gérard Marx, le rôle de Brassens est interprété par Stéphane Rideau.

### Hommages au théâtre
- Un p'tit coin d'paradis ?, première création en septembre 2015, mise en scène de Roland Marcuola, avec Roland Marcuola et Ghislain Liebaert (Compagnie Les Uns Les Unes).

### Lieux portant son nom

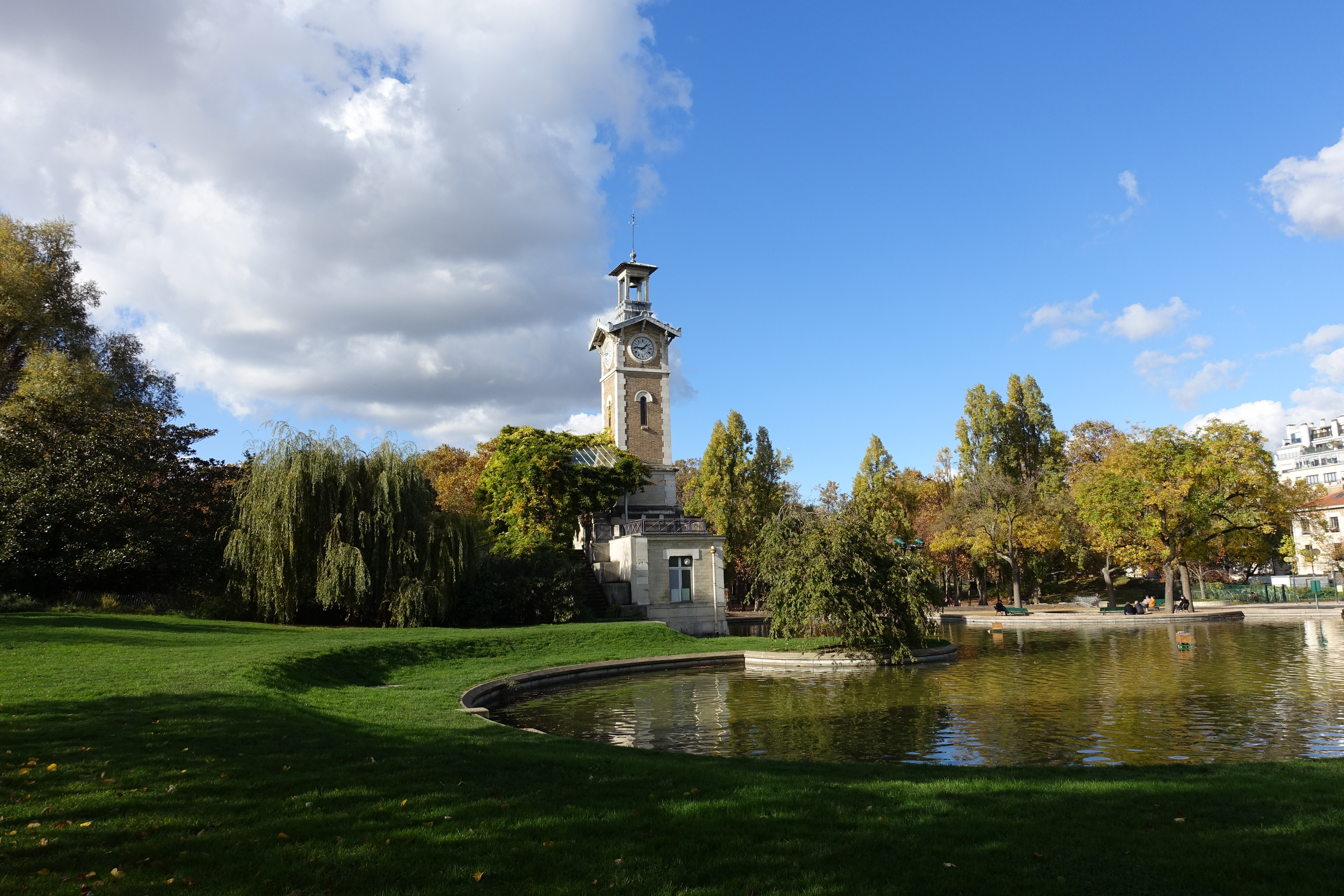
Parc Georges-Brassens, du 15e arrondissement de Paris.

Endroits qu'il a lui-même fréquentés :
- la rue Georges-Brassens à Sète, rue de la maison familiale, actuellement au numéro 20. Appelée rue de l'Hospice à l'époque de sa naissance, puis rue Henri-Barbusse, Brassens la cite dans sa chanson Jeanne Martin ;
- le parc Georges-Brassens, à Paris (15e), desservi par la station Georges-Brassens, sur la ligne 3a du tramway parisien. Georges Brassens a vécu l'essentiel de sa vie parisienne dans ce secteur de Paris, d'abord chez sa tante, rue d'Alésia, puis chez Jeanne, au 9, impasse Florimont, ensuite, après un bref passage à l'hôtel Méridien de la rue Émile-Dubois, au 42, rue Santos-Dumont ;
- la rue Georges-Brassens à Crespières, localité où, de 1958 à 1970, il posséda la maison du moulin de la Bonde (dont le cambriolage est à l’origine de sa chanson Stances à un cambrioleur)[56] ;
- la rue Georges-Brassens à Lézardrieux, dans laquelle se situe Ker Flandry, la maison bretonne qu'il avait acquise au début des années 1970 ;
- la rue Georges-Brassens à Paimpol, à l'angle de laquelle se trouve le bar (rebaptisé après sa mort « Les Copains d'abord ») où il aimait venir lors de ses séjours en Bretagne.
- il existe également une place Georges-Brassens (Georges-Brassens-Platz) à Basdorf en Allemagne, et la bibliothèque municipale de cette ville porte également son nom.

Outre ceux-ci, un grand nombre de voies et espaces publics, salles de spectacle, parcs et jardins, portent le nom de Georges Brassens. Quelques exemples :
- les rues Georges-Brassens à Mèze, Alès, Carcassonne, Capestang, Couëron, Dax, Cuxac-d'Aude, Basse-Goulaine, Goincourt, Loon-Plage, Wallers, Migennes, Beynes, Pau (dans le prolongement de la rue Paul-Fort), Plan-de-Cuques, Château-d'Olonne, Contrevoz, au Pouzin, à Bruges, Ambazac, Arques, Bègles ou Orchies ;
- l'avenue Georges-Brassens à Nantes ;
- la place et l'avenue Georges-Brassens à Blagnac ;
- les places Georges-Brassens à Liffré et Verneuil-sur-Seine ;
- les allées Georges-Brassens à Échenoz-la-Méline, La Motte-Servolex, Genlis et au Touquet-Paris-Plage ;
- la promenade Georges-Brassens à Rennes, une coulée verte le long de la voie ferrée et où a lieu tous les deux ans un festival de musique en son honneur ;
- le passage Georges-Brassens à Montbard ;
- les parcs Georges-Brassens à Massy, Avrillé et à Tournai en Belgique ;
- le marché couvert de Brive-la-Gaillarde (où est censée se dérouler l'action de la chanson Hécatombe) ;
- le foyer Georges-Brassens à Beaucourt ;
- le théâtre Georges-Brassens à Villemomble ;
- la bibliothèque Georges-Brassens à Chambéry ;
- les médiathèques Georges-Brassens à Drancy et Laon ;
- les centres culturels Georges-Brassens à Léognan, Mantes-la-Jolie, Saclay, Domont, Saint-Martin-Boulogne, au Mesnil-le-Roi et à Nœux-les-Mines ;
- les salles Georges-Brassens à Lézardrieux, Givors, Saint-Rémy, Yvré-l'Évêque, Feytiat, Villiers-sur-Marne ou L'Isle-d'Espagnac[66].

En France, en 2015, cent quarante-neuf établissements scolaires portent son nom, parmi lesquels :
- des lycées, à Neufchâtel-en-Bray, Rive-de-Gier, Paris, Bagnols-sur-Cèze, Courcouronnes, Villeneuve-le-Roi, Villepinte, Saint-Denis[68],
- des collèges, à Bouc-Bel-Air, Décines-Charpieu, Épouville, Lattes, au Rheu, à Marignane, Montastruc-la-Conseillère, Narbonne, Pont-Évêque, Saint-Mard, Santeny, Sevran, Ydes, Brazey-en-Plaine, Saint-Arnoult-en-Yvelines, Pontorson.
- des écoles, à Toulenne, Chemillé-en-Anjou, Guyancourt, Languidic, Montournais ou La Seyne-sur-Mer.

Par ailleurs, l'astéroïde 6587, est nommé « Brassens » en son honneur.

### Festivals en hommage à Georges Brassens
Chaque année, des artistes se réunissent pour rendre hommage à Georges Brassens.

#### Journées Georges-Brassens
Créées en 1987 par René Froment, les Journées Georges-Brassens sont le plus ancien événement consacré à Brassens. Relancées en 2005 par Guy Coudert, elles ont lieu chaque année le second week-end d'octobre dans le parc Georges-Brassens (Paris 15e) et sont organisées par l'« Association culturelle et événementielle du 15e arrondissement de Paris » (ACE15). Elles proposent sur deux jours : dictée Georges-Brassens, chorales, tremplin de la chanson, concerts... 
Le Prix littéraire Georges Brassens, créé en 2002 par rené Froment, est animé depuis sa création par le libraire Philippe Touron.
Le prix "Mémoire" Brassens, créé par Guy Coudert (fondateur de l'association ACE15)
Ces journées reçoivent gratuitement entre 4 000 et 6 500 spectateurs chaque année.

#### Charavines
Depuis 1995, les premiers week-ends d'août, organisé par les bénévoles de l'association Vivre à Chirens, le Festival Brassens de Charavines est l'un des plus anciens de France. Il propose quatre soirées musicales dont trois grands spectacles cabaret 100 % Georges Brassens. Dans une grande salle décorée en cabaret, une trentaine d'artistes réalisent des interprétations très variées. Les festivaliers ont librement accès aux expositions et aux après-midi musicaux en plein air.

#### Vaison-la-Romaine
Depuis 1997, pendant la dernière semaine d'avril, le Festival Georges Brassens de Vaison-la-Romaine est organisé par l'association Les Amis de Georges Brassens. Son initiateur, Georges Boulard, passionné de Brassens, a réuni les proches du chanteur pour créer un festival-témoignage avec conférences, expositions, concerts d'artistes multiples, connus ou non. Le festival s'est développé avec le temps et les répertoires se sont diversifiés, mais on est certain d'y entendre chaque année plusieurs concerts consacrés à Brassens.

#### Basdorf (Allemagne)
Depuis 2004, à la mi-septembre, organisé par Les Amis des Amis de Georges, quatre jours d'un festival essentiellement consacré à Brassens. Initié par la visite anniversaire de 2004, au cours de laquelle Georges Boulard a emmené René Iskin et les copains survivants du STO chanter Brassens sur les lieux où ont été écrits certains des premiers succès.

#### Rennes et Saint-Brieuc
Depuis 2004, le festival Ballade avec Brassens a lieu en septembre, en alternance entre Rennes et Saint-Brieuc. En 2018, le 9 septembre à Rennes, sur la promenade Georges-Brassens, soixante-dix groupes (deux cents personnes environ) ont repris à nouveau plus ou moins fidèlement les chansons du Sétois. Chaque édition voit se rassembler environ 7 000 personnes (entrée gratuite).

#### Soucieu-en-Jarrest
Depuis 2005, le Festival des fils de Georges a lieu à Soucieu-en-Jarrest le dernier week-end de mai. Sur trois jours se produisent des artistes chantant Brassens et ceux qui se réclament « fils de Georges ». Des guinguettes sont mises en place dans lesquelles les chansons du Sétois sont interprétées de différentes façons ; ce festival de chansons se réclame du développement durable et se trouve ainsi en harmonie avec le respect de la nature dans une grande fraternité.

#### L'Intégrale Brassens Paris,9e
Cet événement s'est tenu de 2006 à 2014, la dernière semaine complète du mois d'octobre, à la salle Rossini, dans la mairie du 9e arrondissement de Paris, 6, rue Drouot. Toutes les chansons (y compris posthumes et inédites) de Brassens sont interprétées par différents artistes, dans un ordre proche de l'ordre chronologique, en neuf soirs de spectacle — avec toujours un hommage à un autre auteur. L'événement fut orchestré en 2006 et 2007 par Dimitris Bogdis et Marie Volta, puis par cette dernière de 2008 à mi 2013, avec le soutien de l'association Le Grand Pan - Intégrale Brassens, née autour du festival. Celui-ci a vu le jour à l'initiative de Dimitris Bogdis (traducteur et interprète de Brassens en grec) et Marie Volta (autrice, compositrice, et interprète de Brassens).

#### Pirey
Depuis 2008, à Pirey, dans le Doubs, sont organisées les Brassensiades, à l'initiative de l'association L'Amandier, dont l'objectif est de maintenir vivante l'œuvre de Georges Brassens et de lui donner une place importante dans le patrimoine culturel collectif. Ce festival, qui se déroule à la fin mars, accueille durant trois soirées des artistes qui interprètent, adaptent, les chansons de Brassens. Sont aussi organisées des conférences, des expositions et des animations.

### Autres hommages
À Paris, la station de métro Porte des Lilas héberge une mosaïque dédiée à Georges Brassens.